# Schloss Hoensbroek

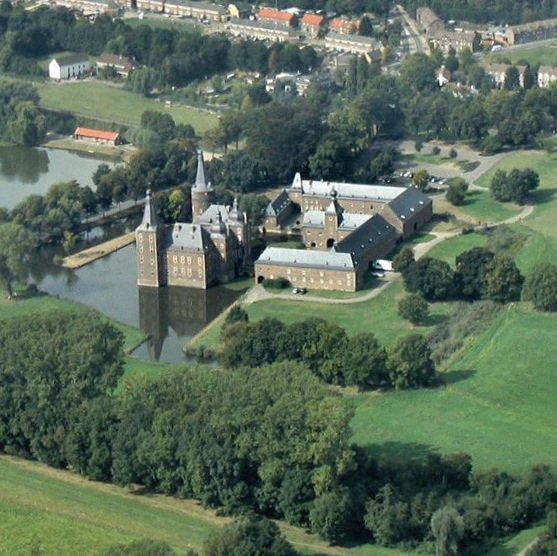
Schloss Hoensbroek, Gesamtansicht

Schloss Hoensbroek (niederländisch Kasteel Hoensbroek, Kasteel Gebrook, Gebrookhoes; limburgisch Kesjtieël Gebrook) ist eines der größten Schlösser der Niederlande. Es liegt im Heerlener Ortsteil Hoensbroek im Südosten der Provinz Limburg. Das Wasserschloss besteht aus einem Herrenhaus und zwei Vorburgen und wurde in mehreren Bauphasen errichtet. Von dem ursprünglichen Bau, der auf die Mitte des 13. Jahrhunderts zurückgeht, sind nur noch die Fundamente erhalten. Der älteste noch erhaltene Bauteil ist ein Rundturm an der Ostecke des Herrenhauses, der ab 1360 errichtet wurde. Seine heutige Form erhielt das Schloss im 17. und 18. Jahrhundert.
Das Bauwerk war vom Mittelalter bis zum 18. Jahrhundert der Stammsitz des limburgischen Uradelsgeschlechtes derer von Hoensbroech. Heute ist es ein städtisches Museum, und ein Großteil der Räume ist mit historischen Möbeln ausgestattet und kann besichtigt werden. Einer der Säle des Herrenhauses dient als offizielle Trauungsstätte der Gemeinde Heerlen.

## Name

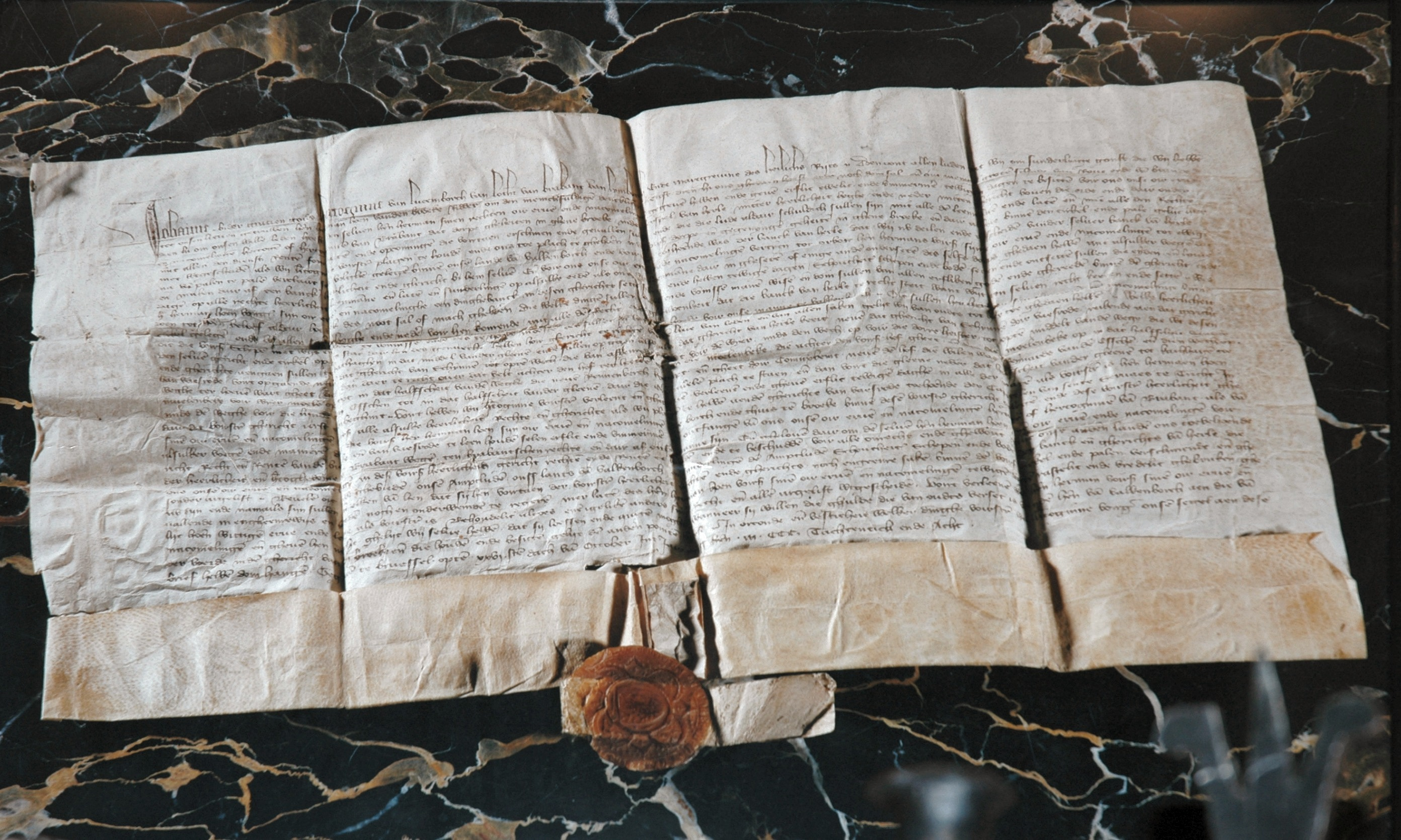
Faksimile der Urkunde, mit der Broek an Herman Hoen übertragen wurde

Der Name des Schlosses und des Ortes Hoensbroek geht auf die niederländische Bezeichnung broek für Sumpf zurück (vergleiche das deutsche Grundwort Bruch in Ortsnamen und den Bruchwald). Das in einer sumpfigen, von den Bächen Geleenbeek, Molenbeek und Auvermoer durchflossenen Gegend gelegene Dorf wurde ursprünglich Gebrook, Gebroek oder Ingenbrouck genannt. Das außerhalb des Dorfes liegende Herrenhaus wurde dementsprechend als Gebrookhoes bezeichnet.
Nachdem Ritter Herman Hoen 1388 den Ort Gebrook geschenkt bekommen hatte, setzte die dort wohnende Linie zur Unterscheidung von anderen Linien der Familie Hoen den Ort ihrem Namen hinzu und nannte sich Hoen tzo Broeck, Hoen van den Broeck und schließlich van Hoensbroeck, auf deutsch von (und zu) Hoensbroech. Der Name Hoensbroek ging dann auch auf das Schloss und den Ort über. Aber auch der alte Name Gebrookhoes oder Kasteel Gebrook ist noch gebräuchlich, vor allem im Limburgischen, in dem das Schloss Kesjtieël Gebrook genannt wird und auch das Dorf noch Gebrook heißt.

## Lage

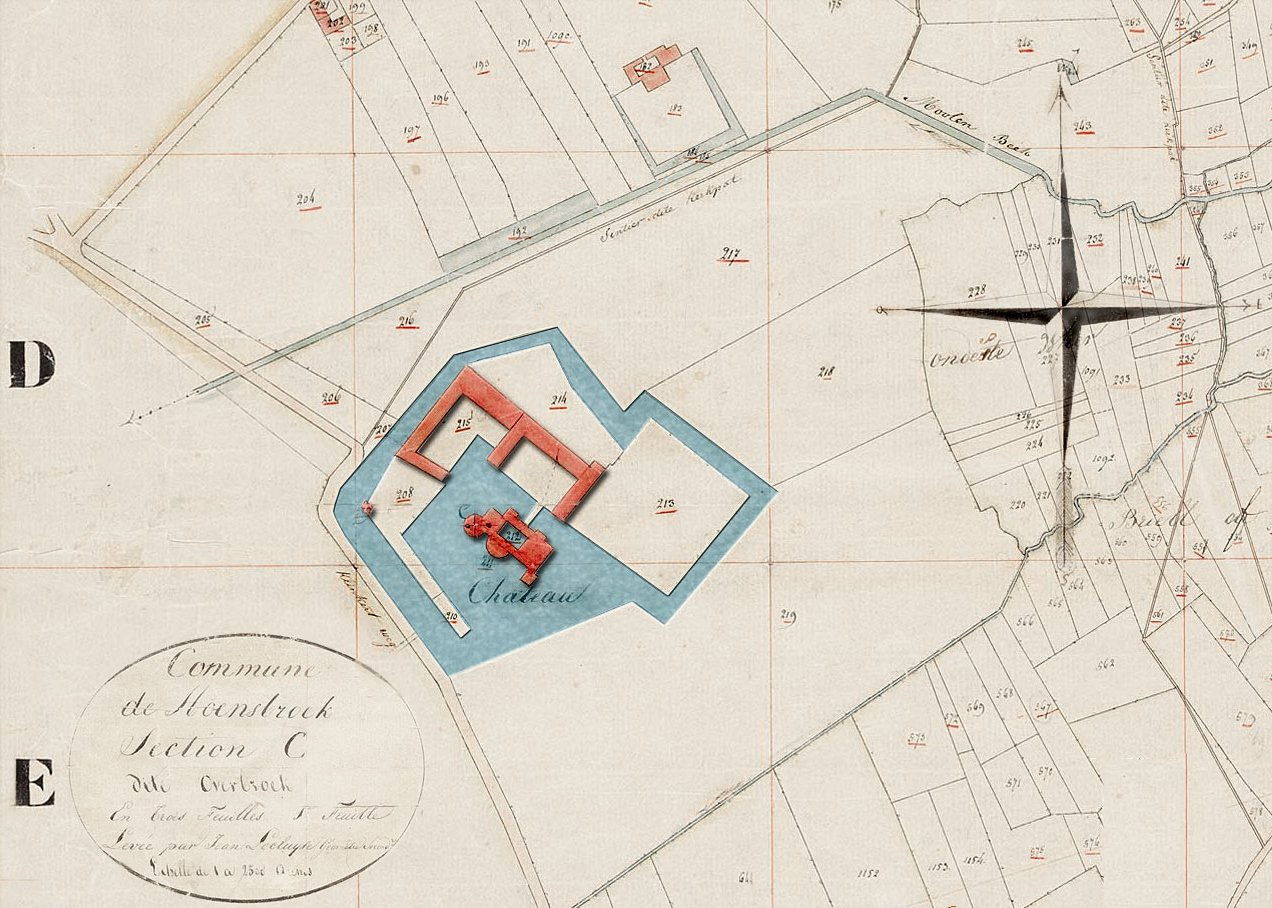
Lageplan des Schlosses (ca. 1823)

Das Schloss liegt im Südwesten Hoensbroeks etwa einen Kilometer vom Marktplatz entfernt. Etwa 500 Meter nordwestlich des Schlosses liegt der Ortsteil Terschuren. Die Entfernung bis zur Stadtmitte Heerlens beträgt etwa sechs Kilometer.
Das Wasserschloss ist von einem Park umgeben. Außer dem Schlossweiher, in dem das Herrenhaus steht, befindet sich dort der Droomvijver (Traumweiher), ein wesentlich größerer Weiher als der Schlossweiher. Nur wenige hundert Meter südlich des Parks führt die Autobahn 76 (Europastraße 314) vorbei, dazwischen liegt eine Kläranlage.
Mit dem Auto ist das Schloss am besten über die Ausfahrt Nr. 5 (Nuth/Hoensbroek) der A76 zu erreichen, im öffentlichen Verkehr mit einem Bus vom Bahnhof Heerlen an der Bahnstrecke Sittard–Herzogenrath aus.

## Bauwerk
Die Schlossanlage gliedert sich in drei Hauptbaukörper: zwei Vorburgen (Vorhof und Niederhof) und das eigentliche Herrenhaus. Dieses steht in einem Weiher und ist nur über eine Brücke zu erreichen. Die Vorburgen sind von einem Wassergraben umgeben, dessen nördlicher Teil mit Schilf bewachsen ist.

### Vorburgen
Die erste (äußere) Vorburg besteht aus drei langgestreckten Wirtschaftsgebäuden, die einen ungefähr rechteckigen Innenhof von etwa 35 × 20 Metern auf drei Seiten umschließen. Die Längsachse des Hofs verläuft in etwa von Südwesten nach Nordosten. Der nordwestliche Längsflügel und der nordöstliche Querflügel sind zweigeschossig mit Satteldach, während der südwestliche Querflügel nur eingeschossig ist und ein Walmdach trägt. Der Torbau, zu dem eine Brücke über den Wassergraben führt, befindet sich in der Nähe des Südendes des nordwestlichen Längsflügels und ist nur geringfügig höher als dieser. Er trägt ein Walmdach, welches das Satteldach des Längsflügels ebenfalls nur geringfügig überragt. Die auf der Südostseite gelegene Längsseite des Platzes ist zum Weiher hin offen. Nahe dem nordöstlichen Ende des ersten Innenhofs führt eine Brücke über das Wasser zum Torturm der zweiten Vorburg. Südwestlich der äußeren Vorburg liegt zwischen Wassergraben und Schlossweiher eine etwa 20 × 30 Meter große Grünfläche, die früher der sogenannte Kleine Garten des Schlosses war, in dem Gemüse, Obst und Kräuter angebaut wurden. Vom Südende dieses ehemaligen Gartens aus erstreckt sich eine etwa fünf bis zehn Meter breite und knapp 100 Meter lange Landzunge zwischen Wassergraben und Schlossweiher nach Südwesten, sodass der Wassergraben erst an der Südecke des Weihers in diesen mündet. An der Ecke, an welcher der Wassergraben in Südostrichtung umknickt, steht das Gartenhaus, ein zweigeschossiger Bau über quadratischem Grundriss mit spitzem Knickhelm. An seiner Ostecke steht ein Rundtürmchen mit Kegeldach. Das Haus wird auch als Pesttürmchen bezeichnet.

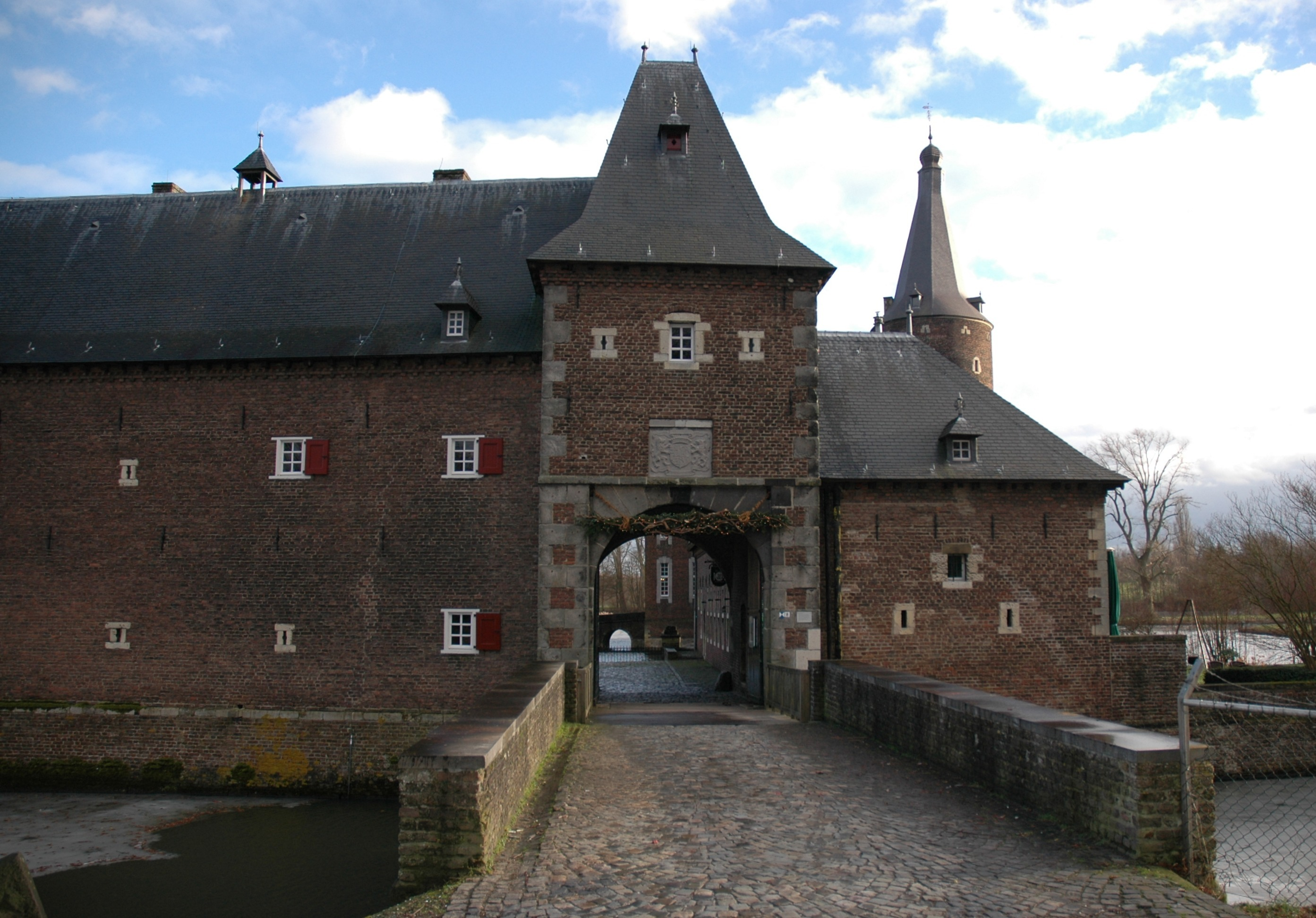
Brücke und Torbau der äußeren Vorburg
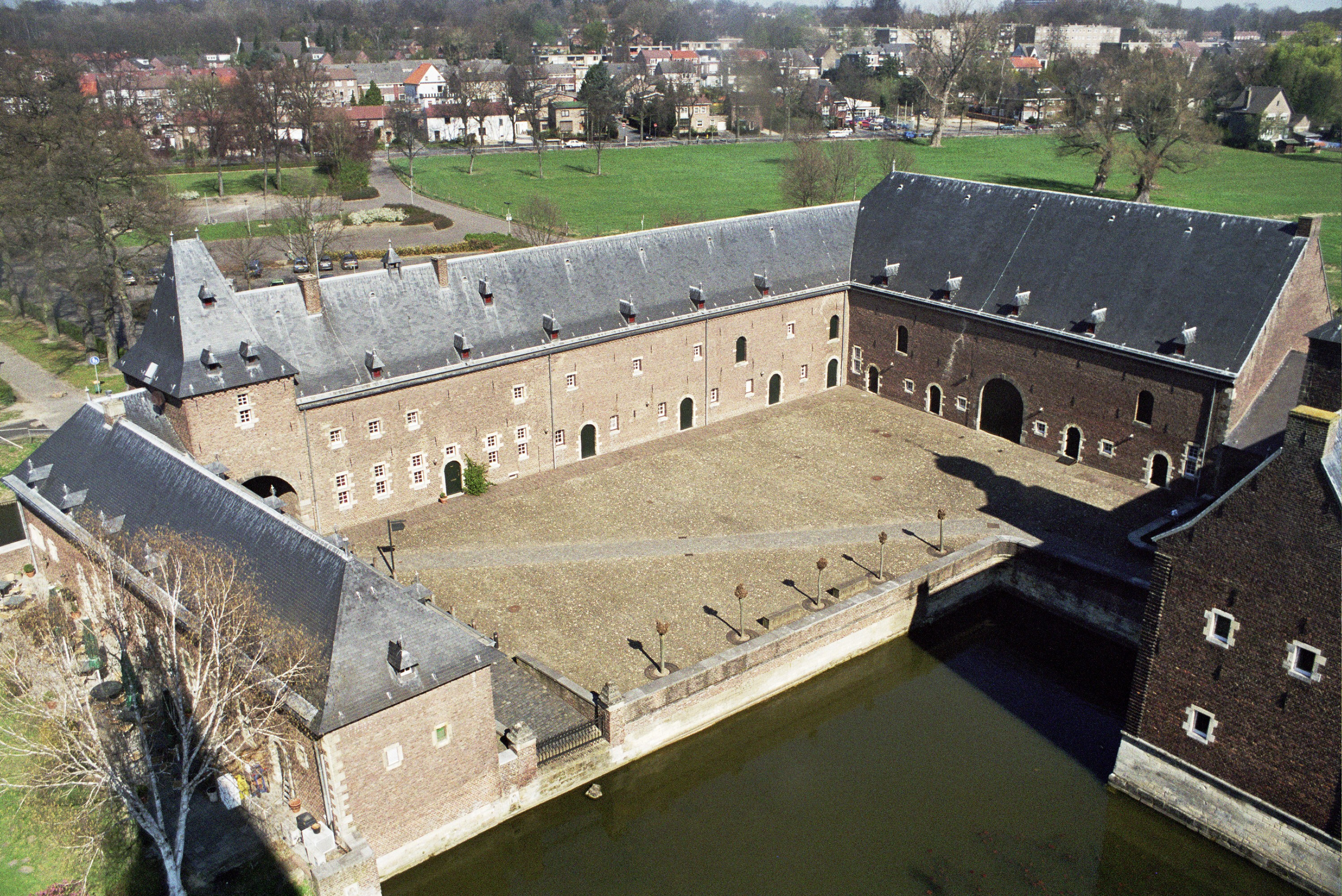
Innenhof der äußeren Vorburg
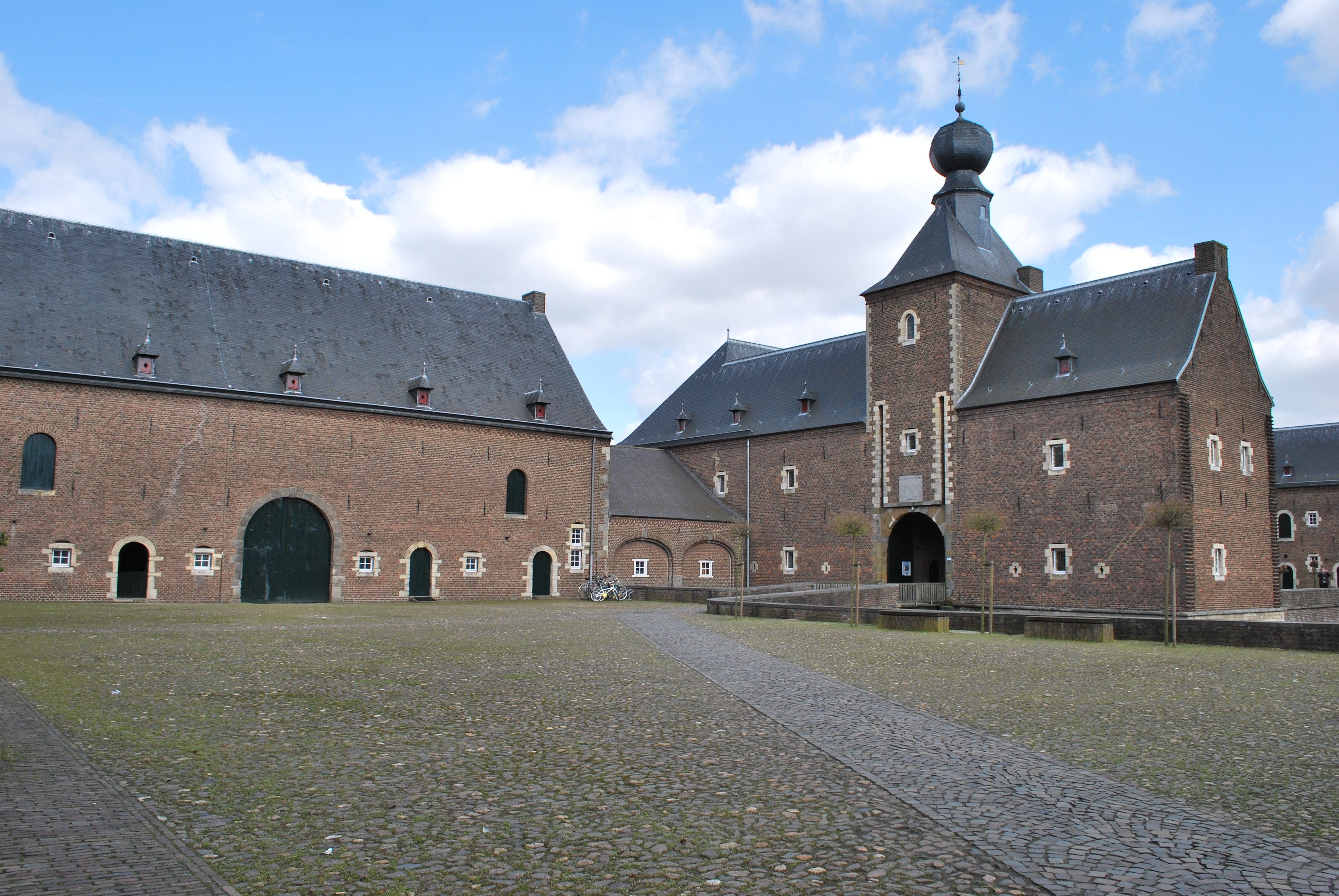
Innenhof mit Blick auf den Torbau der inneren Vorburg
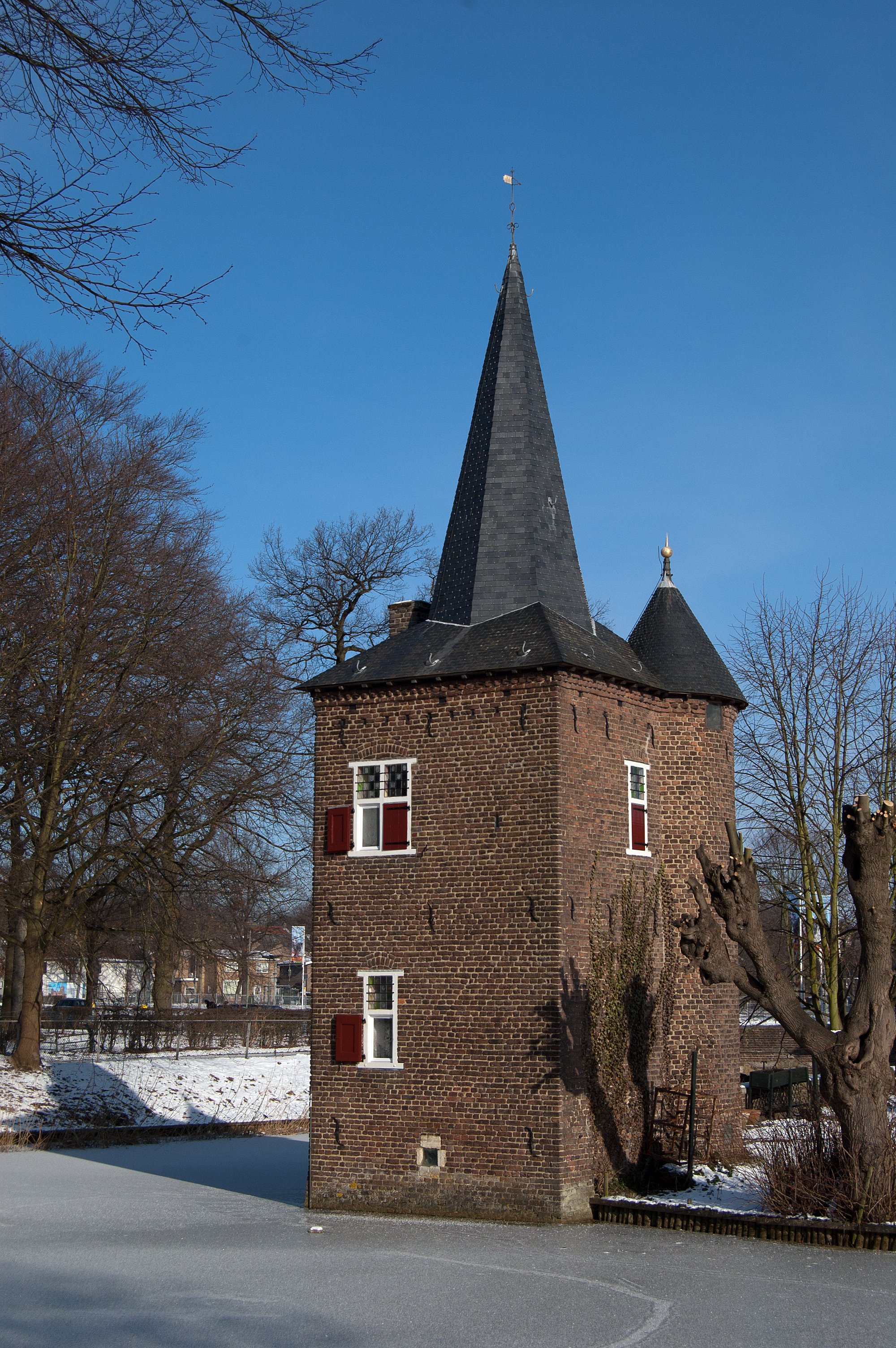
Gartenhaus

Die zweite (innere) Vorburg ist ebenfalls eine dreiflügelige Anlage aus langgestreckten Wirtschaftsgebäuden. Sie umschließt auf drei Seiten einen nahezu rechteckigen Innenhof mit ungefähr 35 × 20 Meter Grundfläche, der in etwa rechtwinklig zum Innenhof der ersten Vorburg verläuft. Der nordöstliche Längsflügel und die beiden Querflügel im Nordwesten und Südosten sind zweigeschossig und haben ein Satteldach. Der Torturm, auch als Brauhaus bezeichnet, befindet sich nahe dem Südende des nordwestlichen Querflügels. Er ist ein Stockwerk höher als die Flügelbauten und trägt ein Walmdach, auf dem ein zwiebelförmiger Dachreiter sitzt. Die auf der Südwestseite gelegene Längsseite des Platzes ist zum Weiher hin offen. Nahe dem südöstlichen Ende dieser Seite führt eine dritte Brücke zum Herrenhaus. Diese Steinbrücke ist als Bogenbrücke mit drei Jochen ausgeführt und hat eine Länge von etwa 13 Metern. Sie endet ungefähr drei Meter vor dem Herrenhaus, der letzte Teil wird von einer hölzernen Zugbrücke überspannt. Auf der dem Torturm gegenüberliegenden Querseite des zweiten Innenhofs führt das Gartentor zu einer Grünfläche, die noch innerhalb des Wassergrabens liegt. Vor dem nordöstlichen Längsflügel der zweiten Vorburg bildet sie einen Streifen von etwa 30 × 100 Metern, vor dem südöstlichen Querflügel eine Fläche von etwa 70 × 80 Metern. Dort lag der sogenannte Große Garten des Schlosses, in dem ebenfalls Gemüse, Obst und Kräuter angebaut wurden.

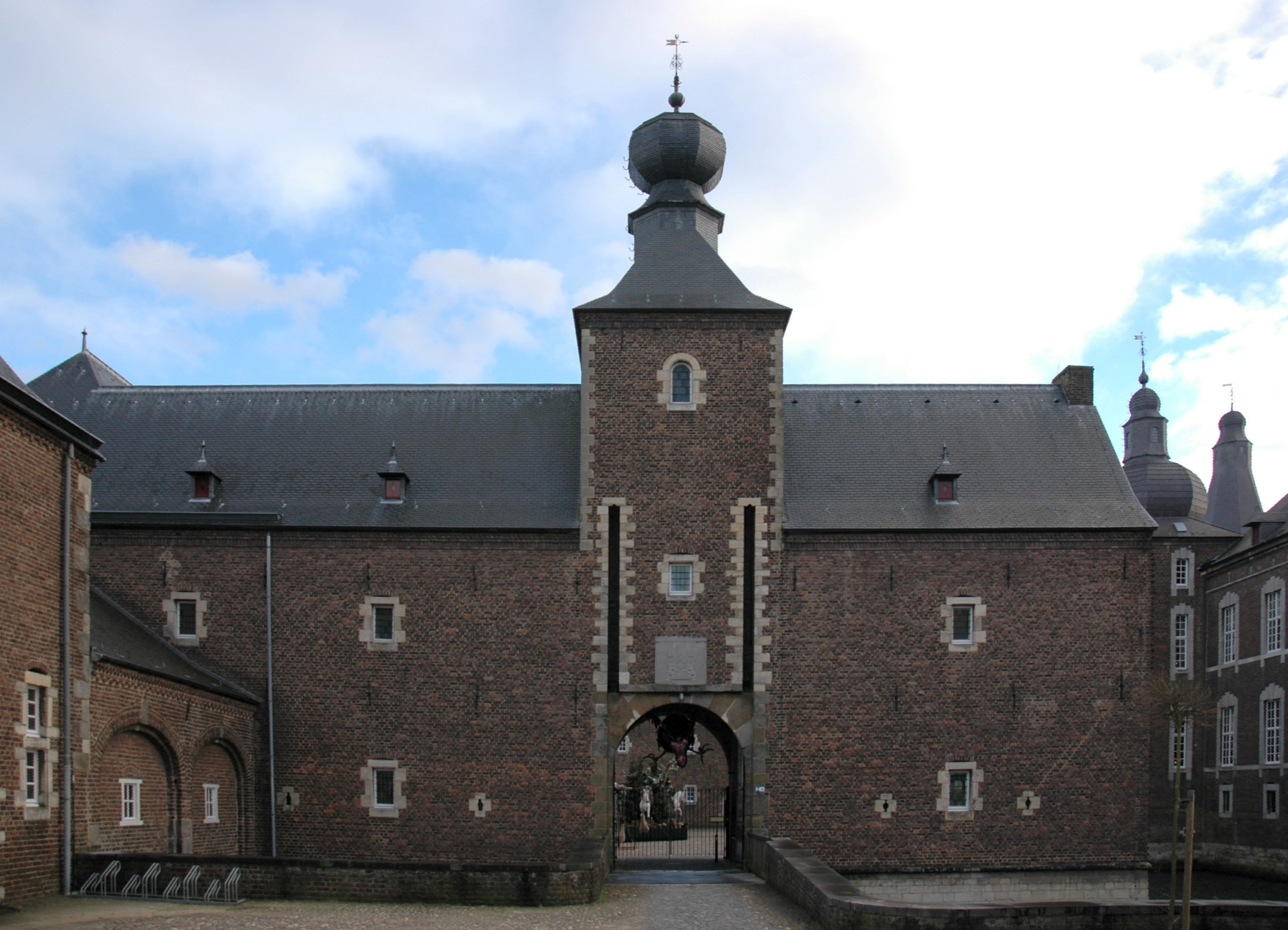
Torbau der inneren Vorburg
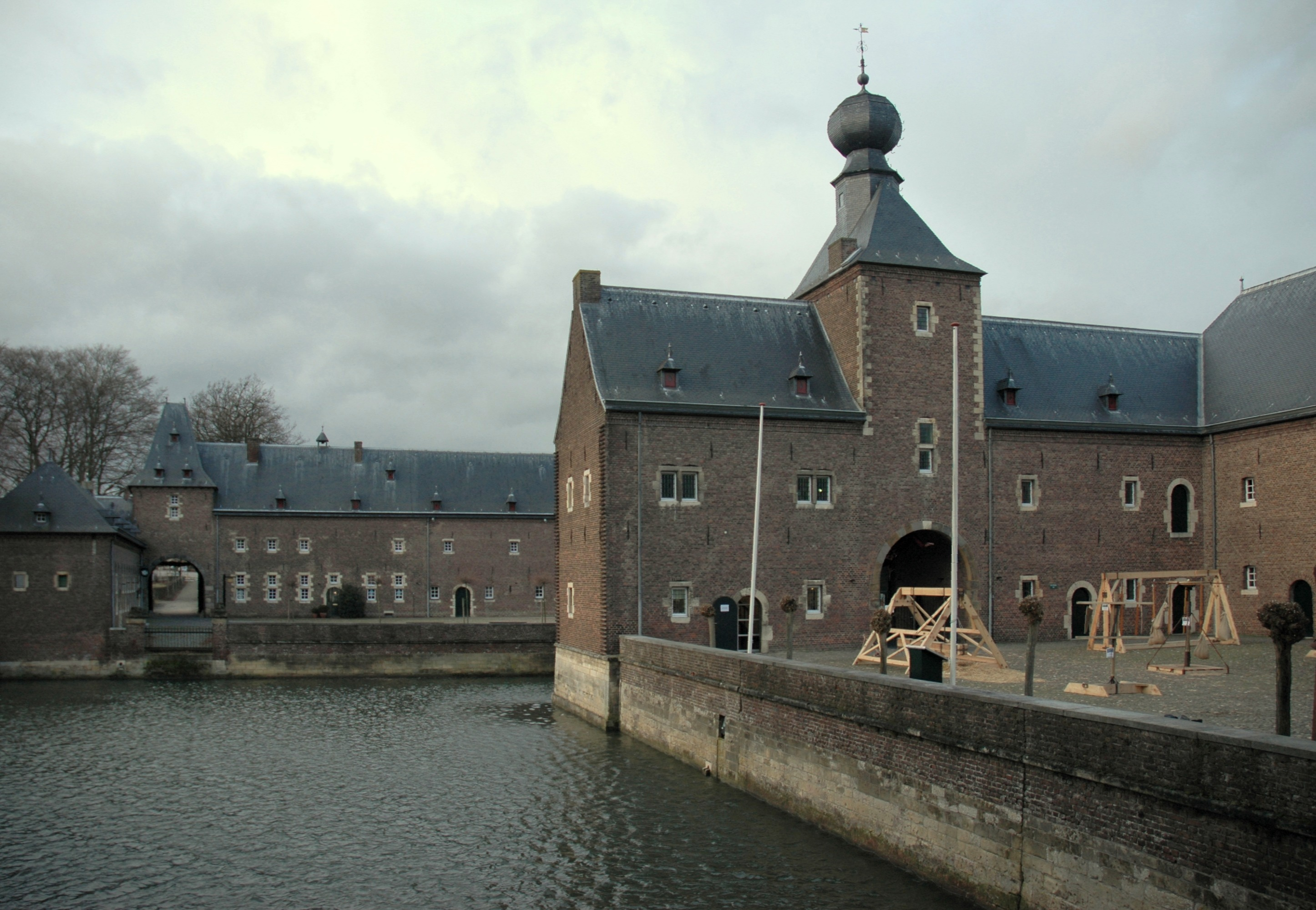
Innenhof der inneren Vorburg
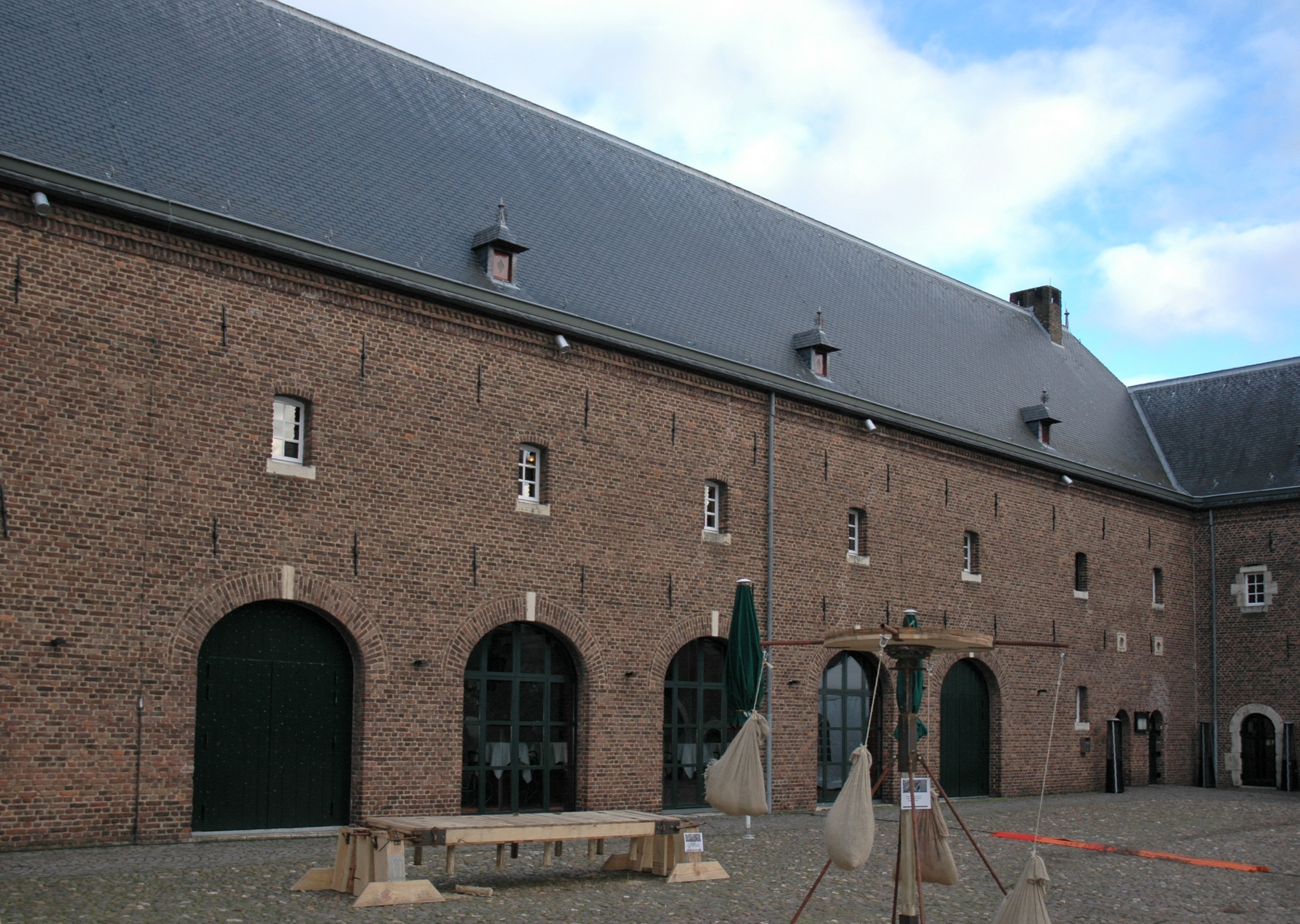
Wirtschaftsgebäude der inneren Vorburg
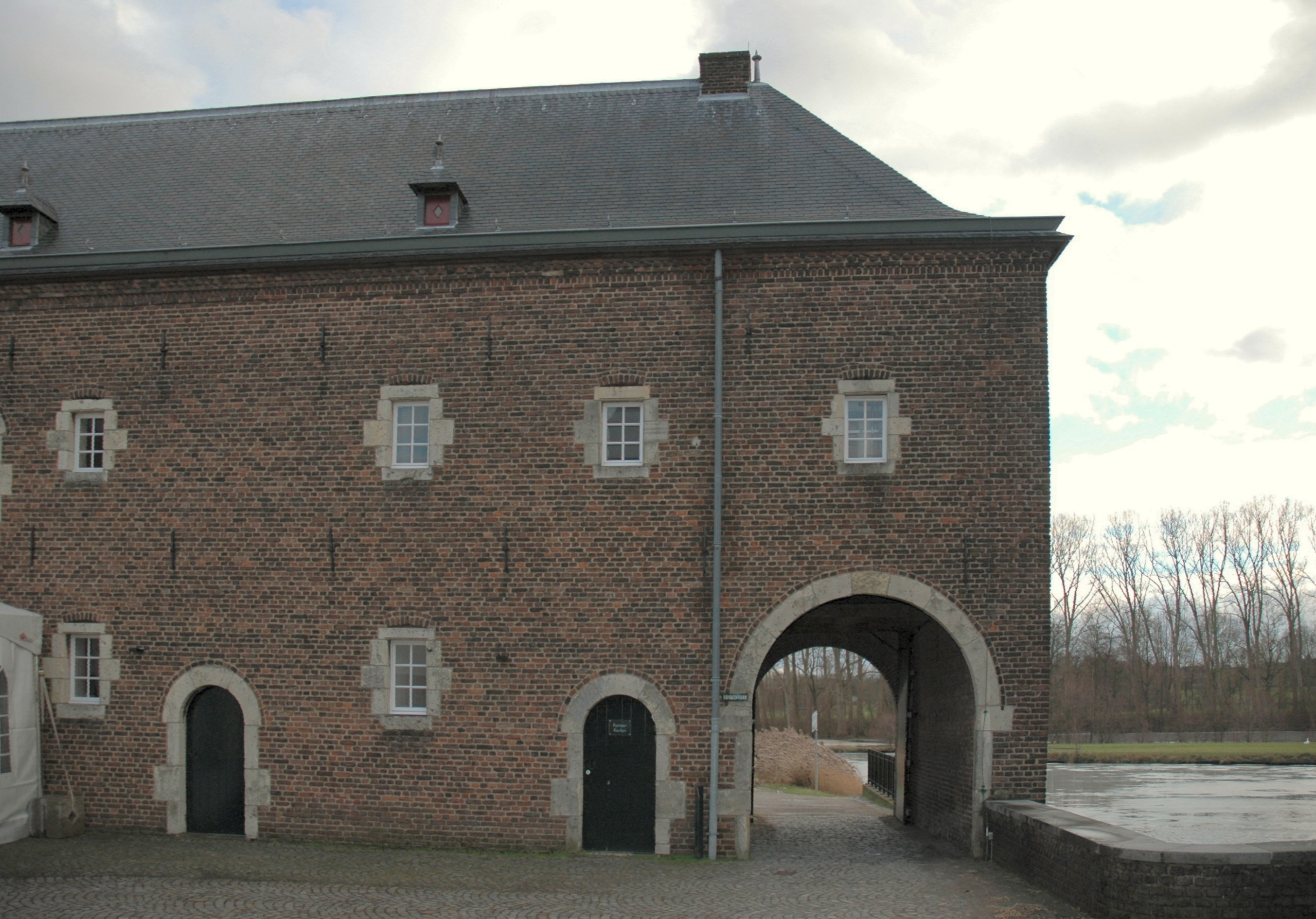
Südostflügel mit Gartentor

### Herrenhaus
Das Herrenhaus ist ein vierflügeliges Gebäude mit einem etwa 16 × 10 Meter messenden rechteckigen Innenhof, der parallel zum Innenhof der zweiten Vorburg liegt. Der Torbau auf der Nordostseite der Anlage, zu dem die Steinbrücke führt, ist ein zweigeschossiger Bau mit Satteldach und einer Länge von etwa zehn und einer Breite von etwa fünf Metern. In seiner Mitte befindet sich ein Portal, an dem die Zugbrücke befestigt ist und durch das eine etwa 2,50 Meter breite Durchfahrt in den Innenhof führt. Seitlich ist der Torbau von zwei dreigeschossigen Türmen mit einer Grundfläche von etwa 7,50 × 7,50 Metern flankiert, die zwiebelförmige Hauben tragen und wegen ihrer Lage an der Eingangsfront auch als Fronttürme bezeichnet werden.
An die Fronttürme schließen sich die beiden seitlichen Flügelbauten an. Sie sind zweigeschossig und haben Walmdächer. Der linke (südöstliche) Flügelbau besitzt eine Grundfläche von etwa 19 × 15 Metern, der rechte (nordwestliche) von etwa 17,50 × 11 Metern. Auf der Rückseite des Innenhofs sind die beiden Flügelbauten durch einen etwa fünf Meter breiten Trakt verbunden, dessen Erdgeschoss von einem zum Innenhof geöffneten Bogengang aus toskanischen Säulen und Korbbögen eingenommen wird. Vom Innenhof führen mehrere Türen in das Schloss. Auf der Nordwestseite führt eine Treppe zu einem abgesenkten Gang vor dem Untergeschoss des Flügelbaus, wo sich heute der Haupteingang für die Besucher des Schlosses befindet. Rechts daneben führt eine Treppe sechs Stufen aufwärts zu einer Tür im rechten Frontturm. In den Südostflügel führen eine kleinere rechteckige Tür in der linken Ecke und ein rechts der Mitte gelegenes Portal mit einer zweiflügeligen Rundbogentür. Auch an den beiden Seiten des Bogengangs befinden sich Zugänge zu den angrenzenden Flügelbauten. In der Mitte der Rückwand des Bogengangs führt eine zweiflügelige Rundbogentür zur Schlosskapelle, die aus einem etwa 3 × 4 Meter großen Raum mit Apsis besteht und von der Südwestfassade des Schlosses aus in den Weiher vorspringt.
An der Westecke des Nordwestflügels steht ein Rundturm mit einem Durchmesser von 9,50 Metern. Seine Mauern sind etwa drei Meter stark. Dieser Turm stammt aus dem 14. Jahrhundert und ist der älteste noch erhaltene Bauteil des Schlosses. Er trägt einen achteckigen, spitz zulaufenden Turmhelm mit einem zwiebelförmigen oberen Abschluss. Auch an der Südecke des Südostflügels steht ein Turm, der jedoch einen rechteckigen Grundriss von 9,50 × 8 Metern hat und einen achteckigen, spitz zulaufenden Turmhelm mit halbkugelförmigem Abschluss trägt. Beide Türme sind etwa 60 Meter hoch. Somit ist jeder der beiden Flügelbauten diagonal von zwei Türmen flankiert: die beiden niedrigeren mit Zwiebelhaube flankieren den Torbau auf der Nordostseite des Schlosses, die beiden höheren mit Knickhelm bilden die seitlichen Abschlüsse der zum Weiher hin gelegenen Südwestfassade.

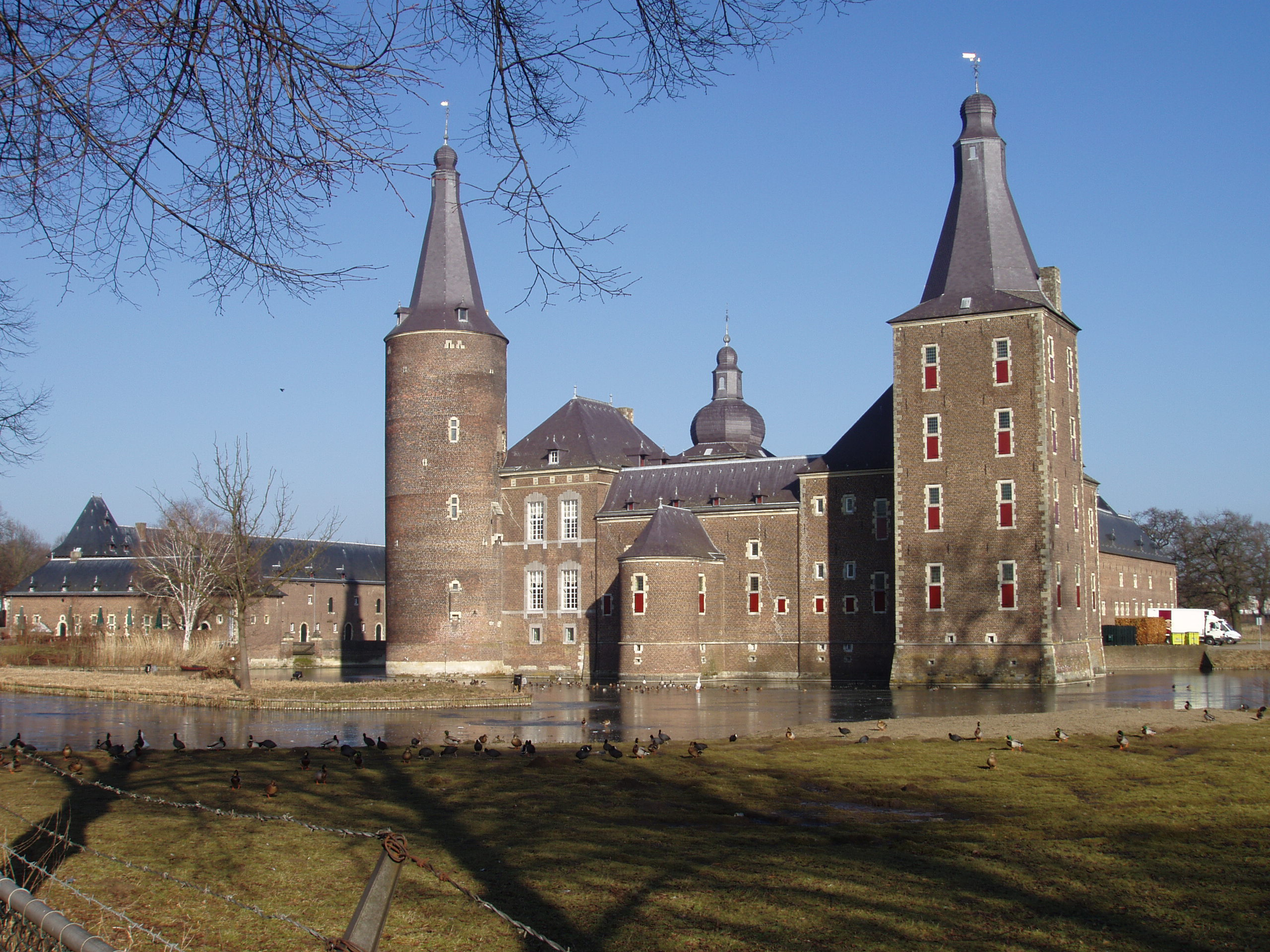
Herrenhaus von Südwesten (Wasserseite)
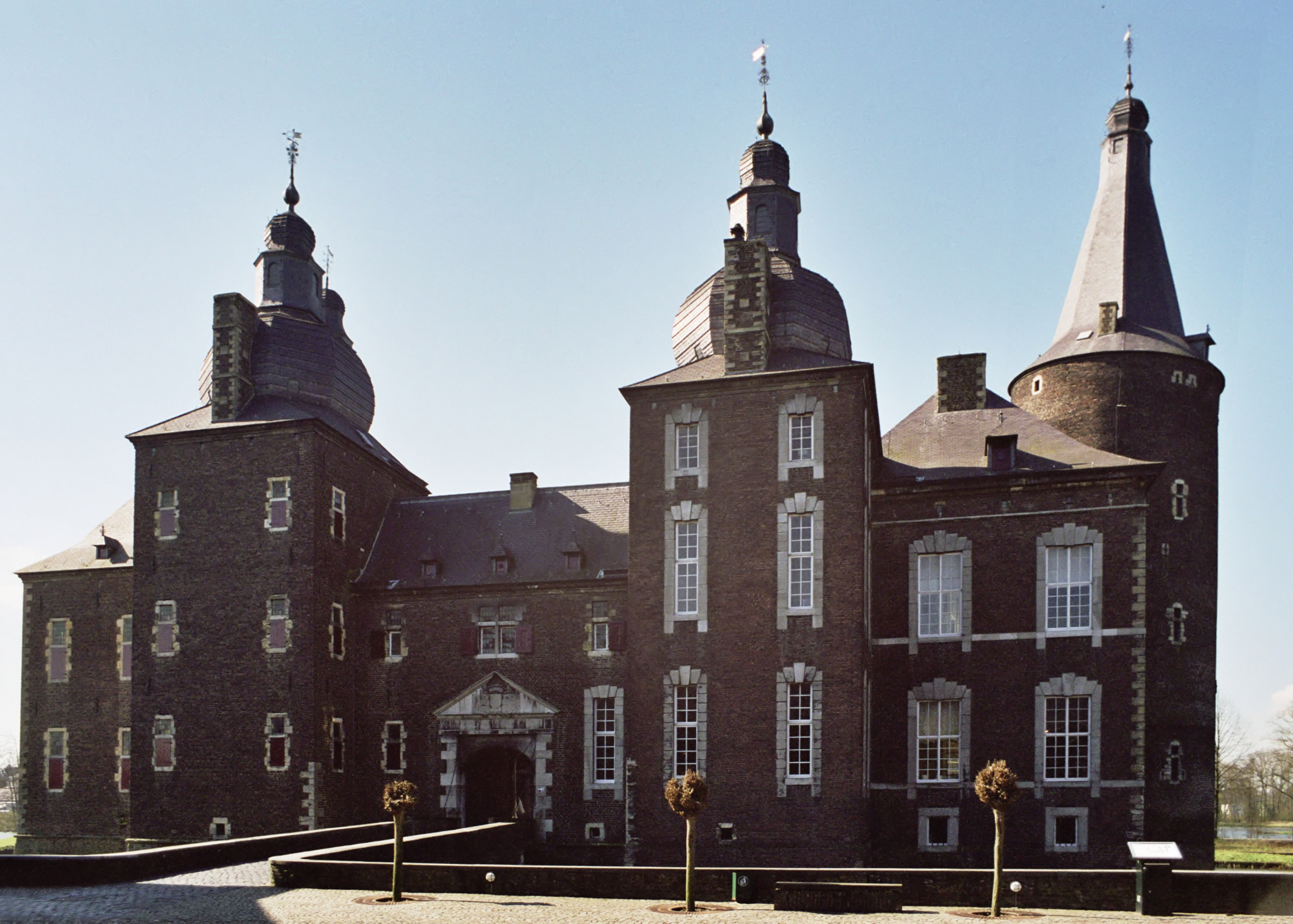
Herrenhaus von Nordosten (Eingangsseite)
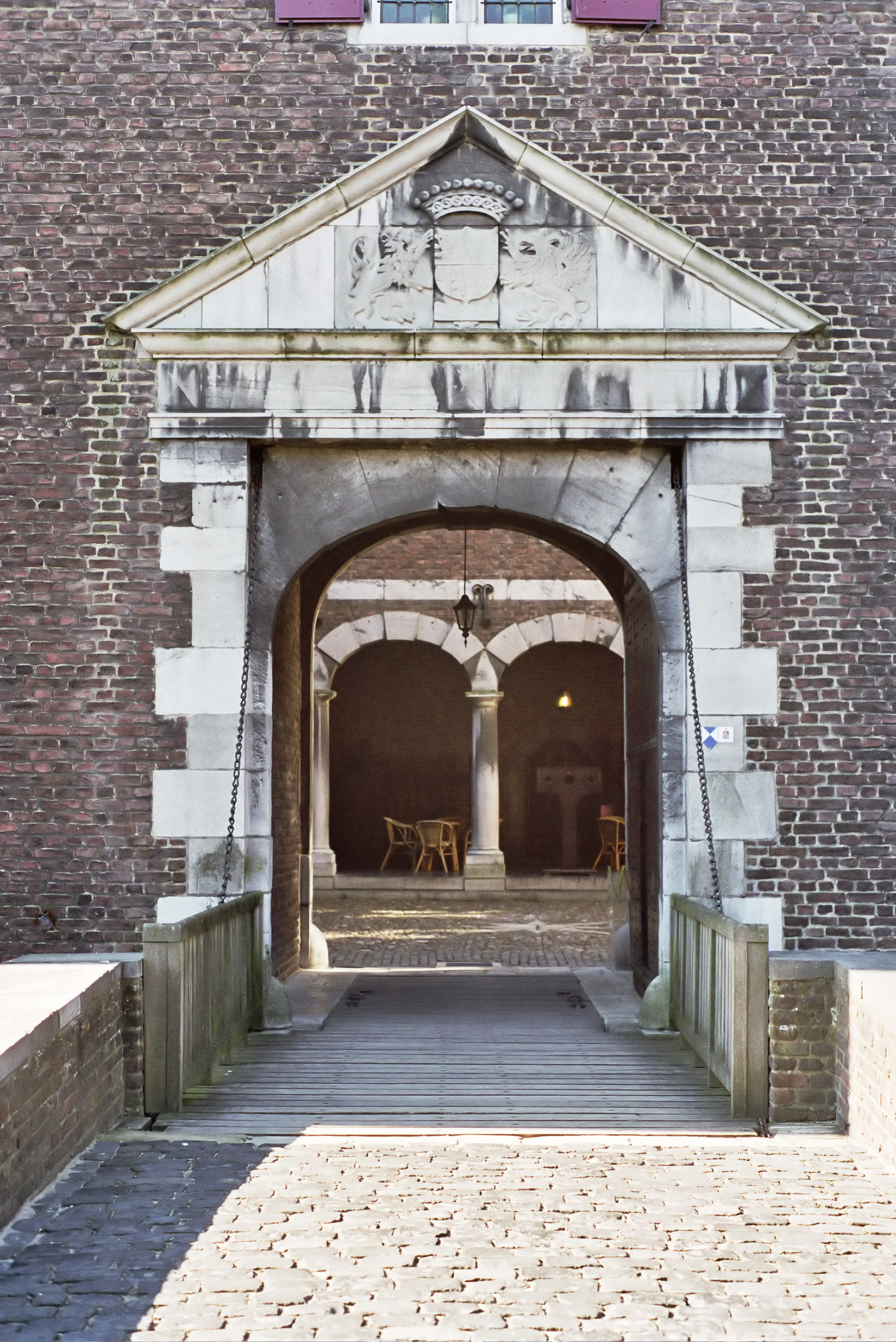
Portal mit Zugbrücke
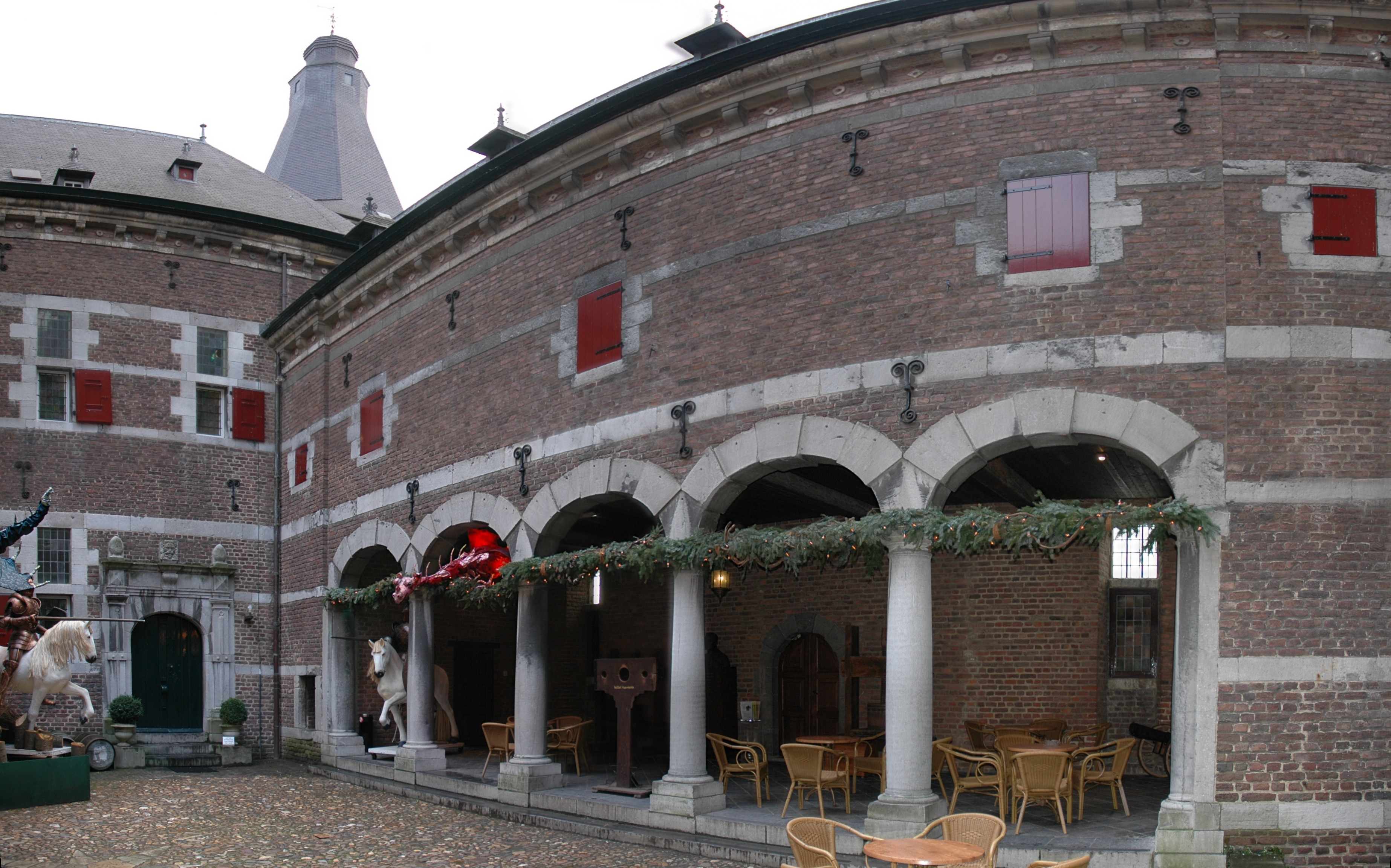
Innenhof

## Innenräume

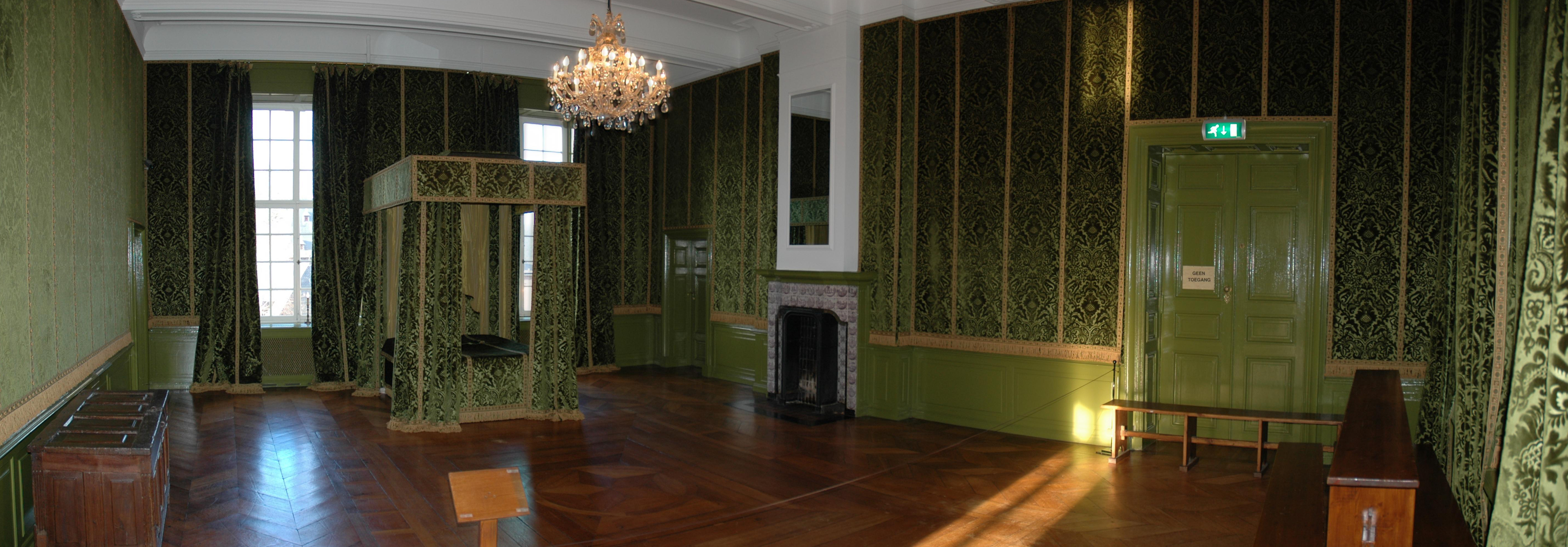
Grünes Zimmer

Über 40 Räume des Schlosses sind mit historischem Mobiliar ausgestattet und können während eines Schlossrundgangs besichtigt werden. Andere Zimmer dienen als Büroräume und sind nicht öffentlich zugänglich. Inventare aus dem 17. Jahrhundert überliefern neben der damaligen Einrichtung auch die Namen der Räume.
Die größten Räume des Schlosses, der Ballsaal und das Grüne Zimmer, liegen in dem aus dem 18. Jahrhundert stammenden Nordwestflügel des Herrenhauses. Der Ballsaal (sael) im Erdgeschoss erstreckt sich quer durch den gesamten Flügel und hat eine Größe von etwa 10 × 7 Metern. Nordöstlich davon liegen zwei Vorzimmer (neffens den sael), über die man in das Erdgeschoss des rechten Frontturms gelangt. Dort befand sich das Esszimmer (eetsael) der Schlossherren. Es ist einer der beiden Räume des Schlosses mit einer Deckenmalerei. Das Deckengemälde zeigt die Göttin Venus mit Palmzweig, Schwan und Prunkwagen. Auf der anderen Seite des Esszimmers führt eine Tür in ein Kabinett (kabinet), das bereits im Erdgeschoss des Torbaus liegt. Dort zeigt die Deckenmalerei eine Jagdszene mit der Göttin Diana. Südwestlich des Ballsaals führt das monumentale Treppenhaus (de groote trap) in die anderen Stockwerke des Flügels. Dort ist eine Ahnengalerie der Familie Hoensbroech untergebracht. Das Grüne Zimmer (groene kamer) über dem Ballsaal im ersten Stockwerk hat dieselben Maße wie dieser. Es war das Schlafzimmer der Schlossherren und hat seinen Namen von einem grünen Himmelbett, das dort steht. Auch die Wandbespannung ist ganz in grün gehalten. Unter dem Ballsaal liegt im Untergeschoss eine Küche (kelderkeucken). Ihr Kreuzrippengewölbe ruht in der Mitte des Raums auf zwei toskanischen Säulen. Ein Raum neben der Küche (neffens de keucken), der früher als Aufenthaltsraum für das Personal diente, ist heute Ausgangspunkt für die Schlossbesichtigungen.

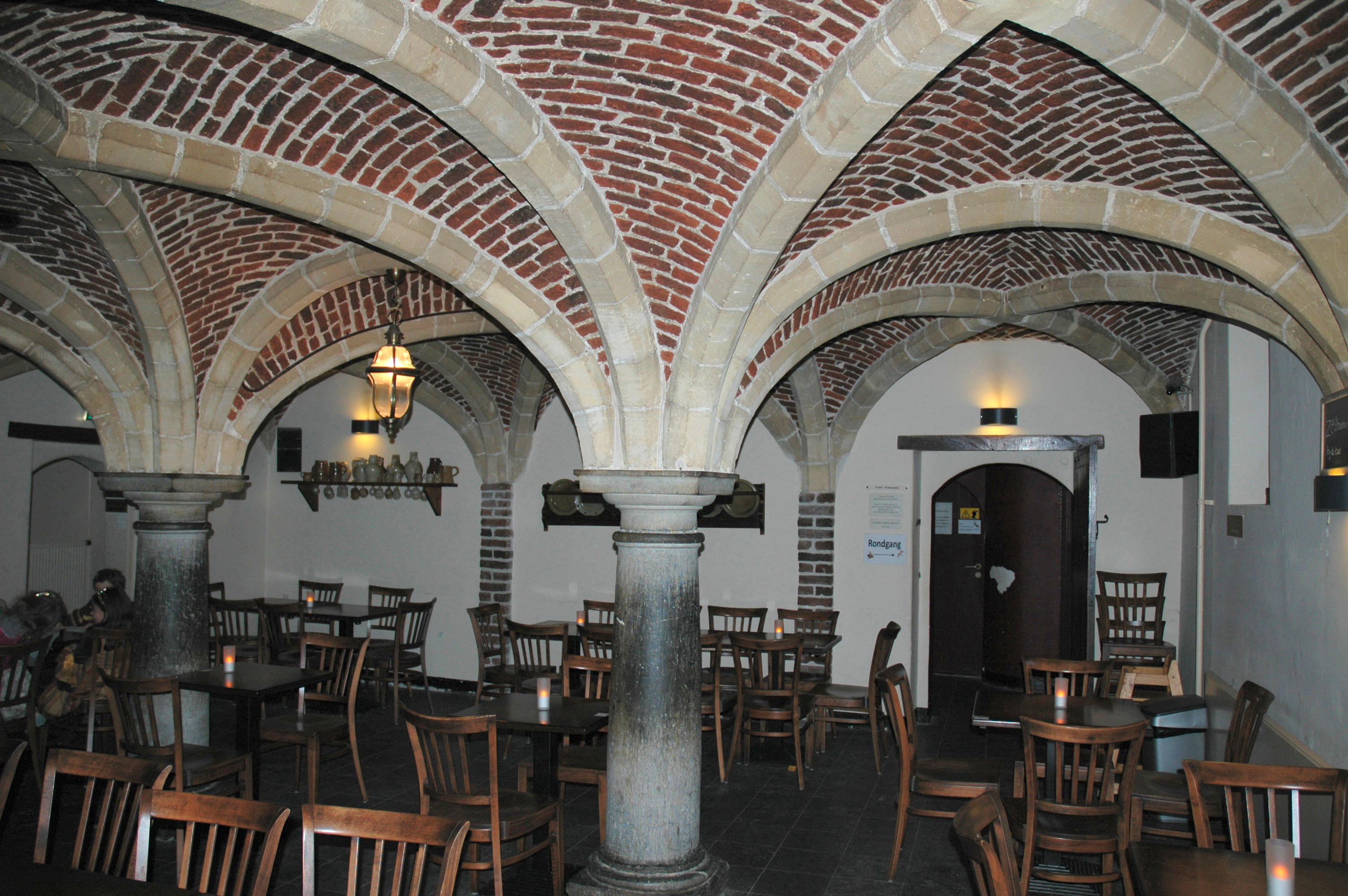
Kellerküche
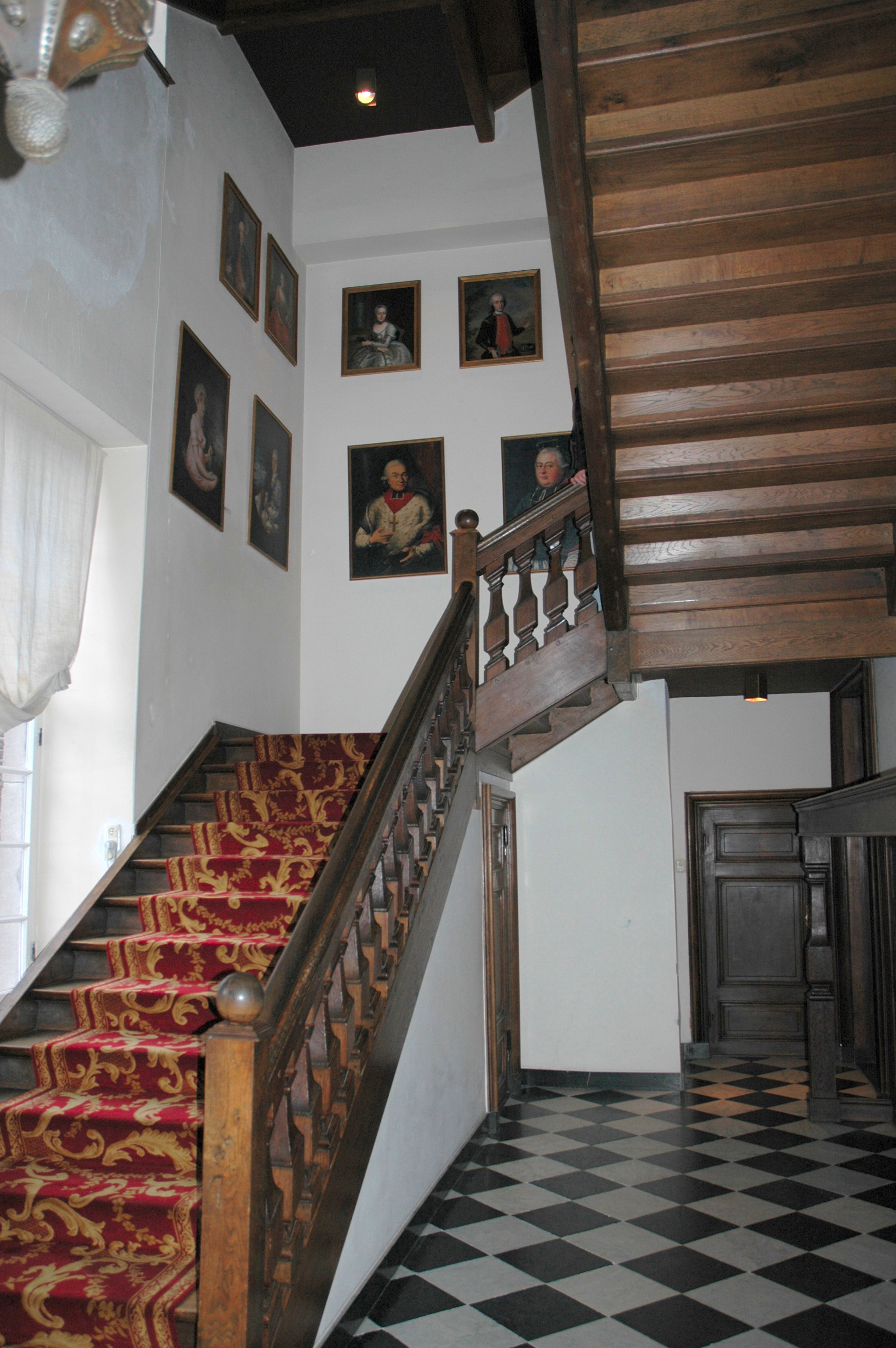
Treppenhaus mit Ahnengalerie
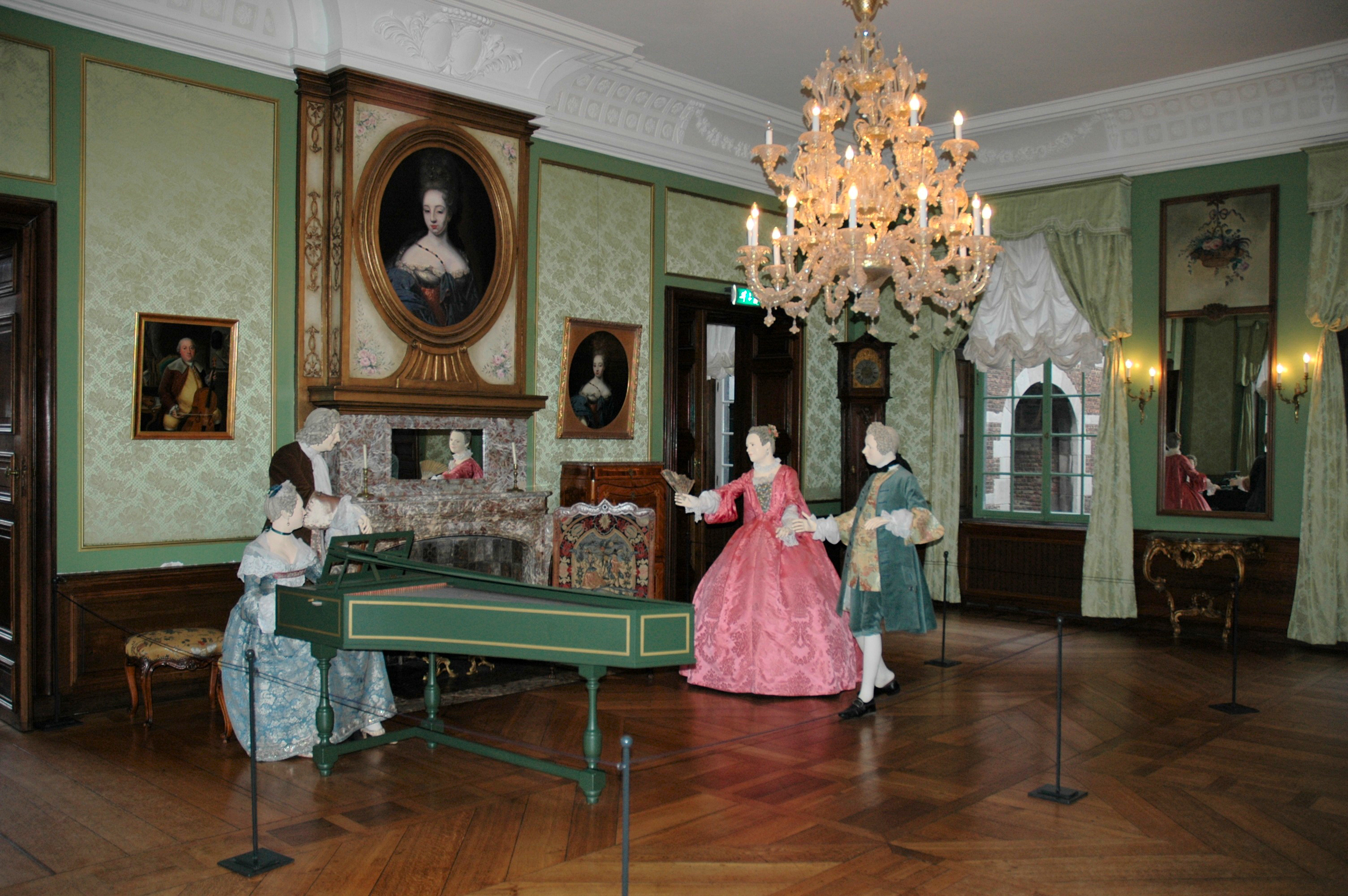
Ballsaal
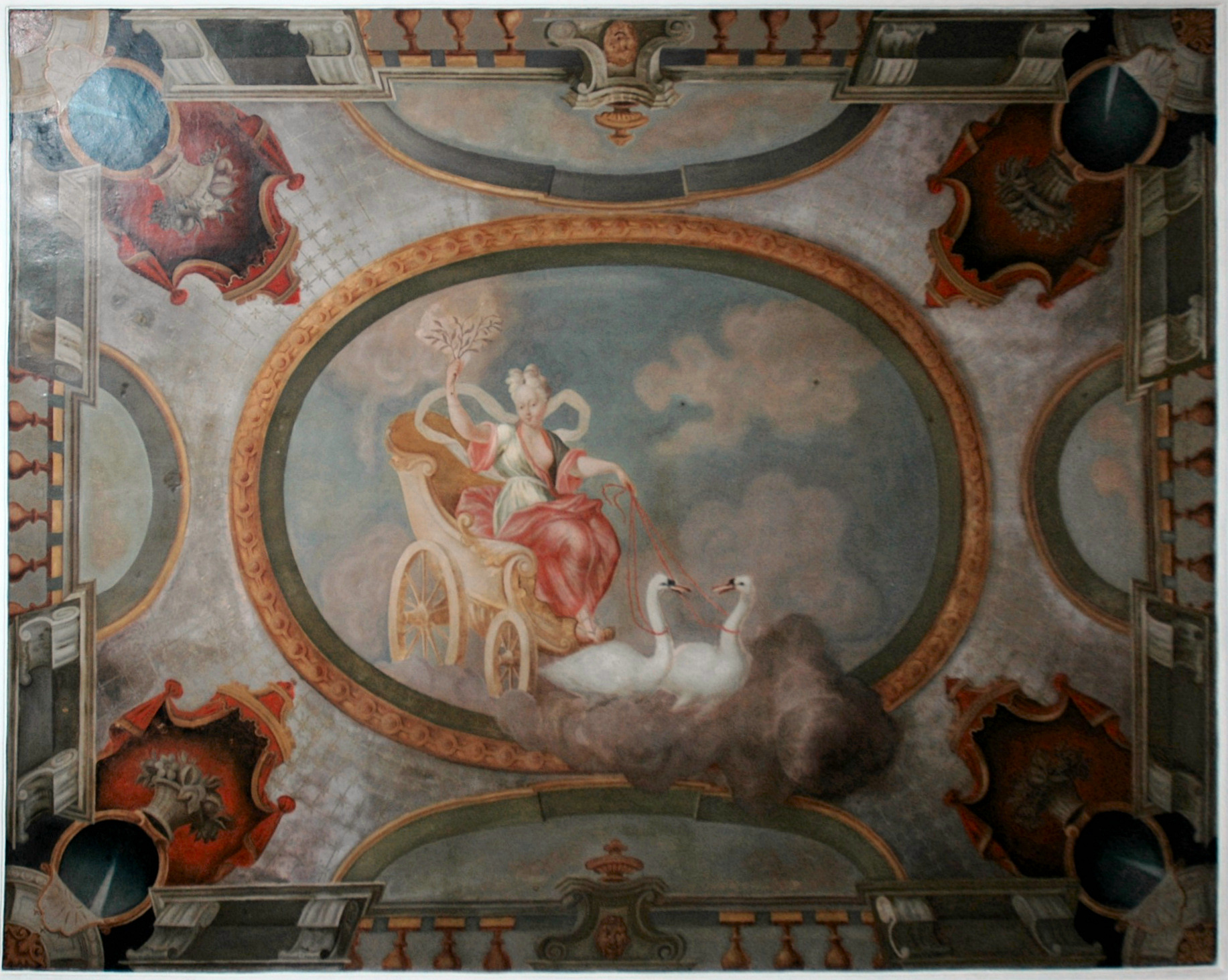
Deckengemälde im Esszimmer

Vom Treppenhaus des Nordwestflügels ist auch der mittelalterliche Rundturm aus dem 14. Jahrhundert zugänglich, in dem eine enge Wendeltreppe innerhalb der drei Meter starken Mauern die einzelnen Stockwerke miteinander verbindet. Im Untergeschoss des Turms befindet sich ein fensterloses Verlies (gevangeniscel) mit Balkendecke. Licht und Luft erhält diese Zelle nur durch einen schmalen Schacht in der dicken Außenmauer. Darüber befindet sich ein Raum mit einem Kuppelgewölbe (steynen kamer). Ein schmaler Gang verbindet den Raum mit dem Treppenhaus des Nordwestflügels. Ein weiterer Gang führt zu einem Aborterker (gemaak) an der Außenmauer des Turms. Zwei niedrige Schächte führen durch die Außenmauer des Turms zu den Fenstern. In einem dieser Schächte befindet sich eine aus Backstein gemauerte Sitzbank. Eine große Mauernische dient als Kamin, in kleineren Nischen können Gegenstände aufbewahrt werden. Ähnlich sind auch die Räume in den anderen Geschossen des Turms gestaltet. Der Raum im ersten Stockwerk (boven op den alten toorncamer) ist ebenfalls über einen Gang mit dem Treppenhaus des Nordwestflügels verbunden. Er diente als Wachraum zur Beobachtung der Umgebung, in Friedenszeiten als Wohnraum. Dort führen drei Schächte mit gemauerten Sitzbänken zu den Fenstern. In der Decke diente eine Öffnung dazu, Gegenstände, die sich nicht durch die Spindeltreppe nach oben transportieren ließen, hinaufzuziehen. Der oberste Raum des Rundturms liegt 42 Meter über dem Wasserspiegel und hat Schießscharten zur Verteidigung des Turms.

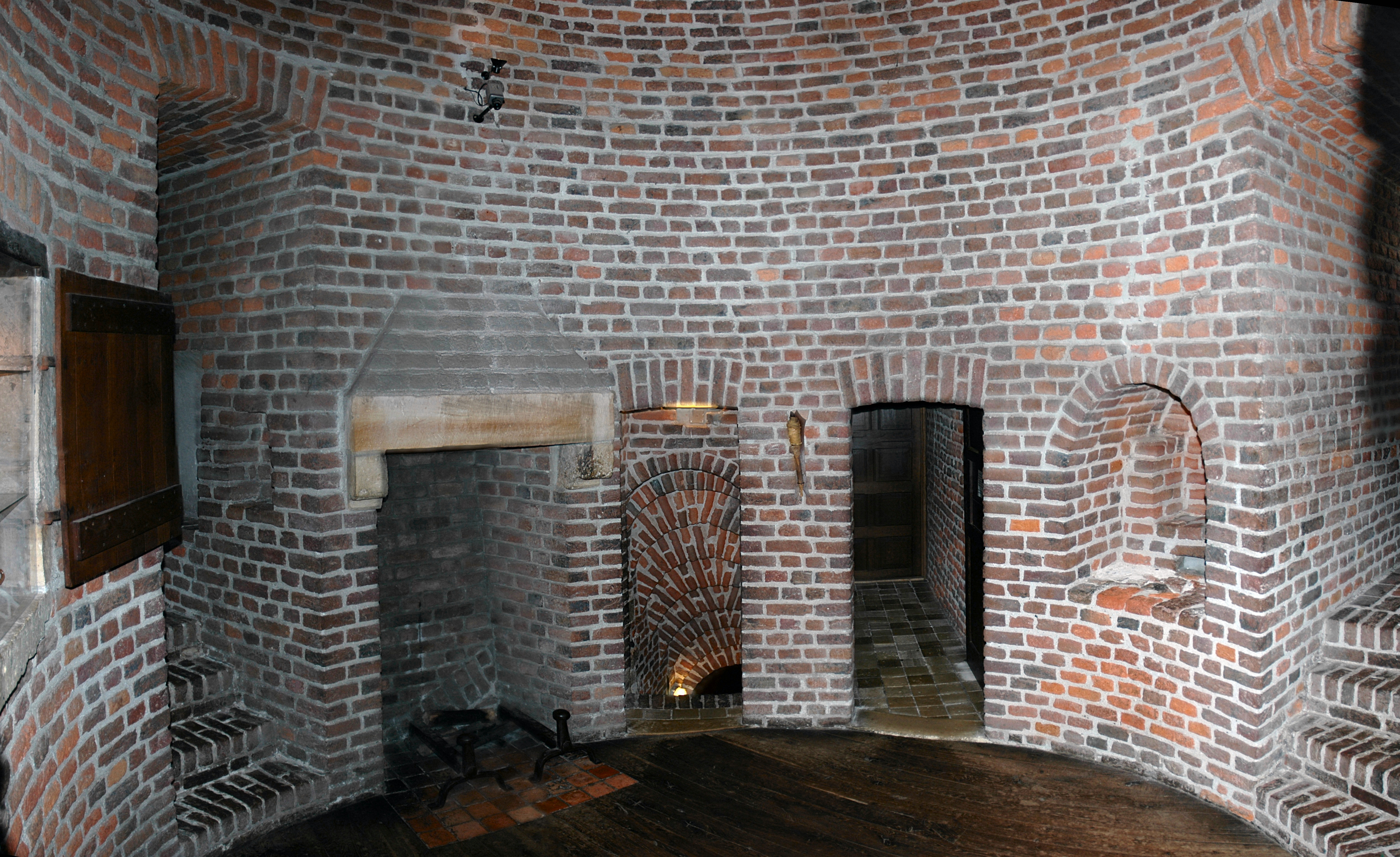
Raum im Erdgeschoss
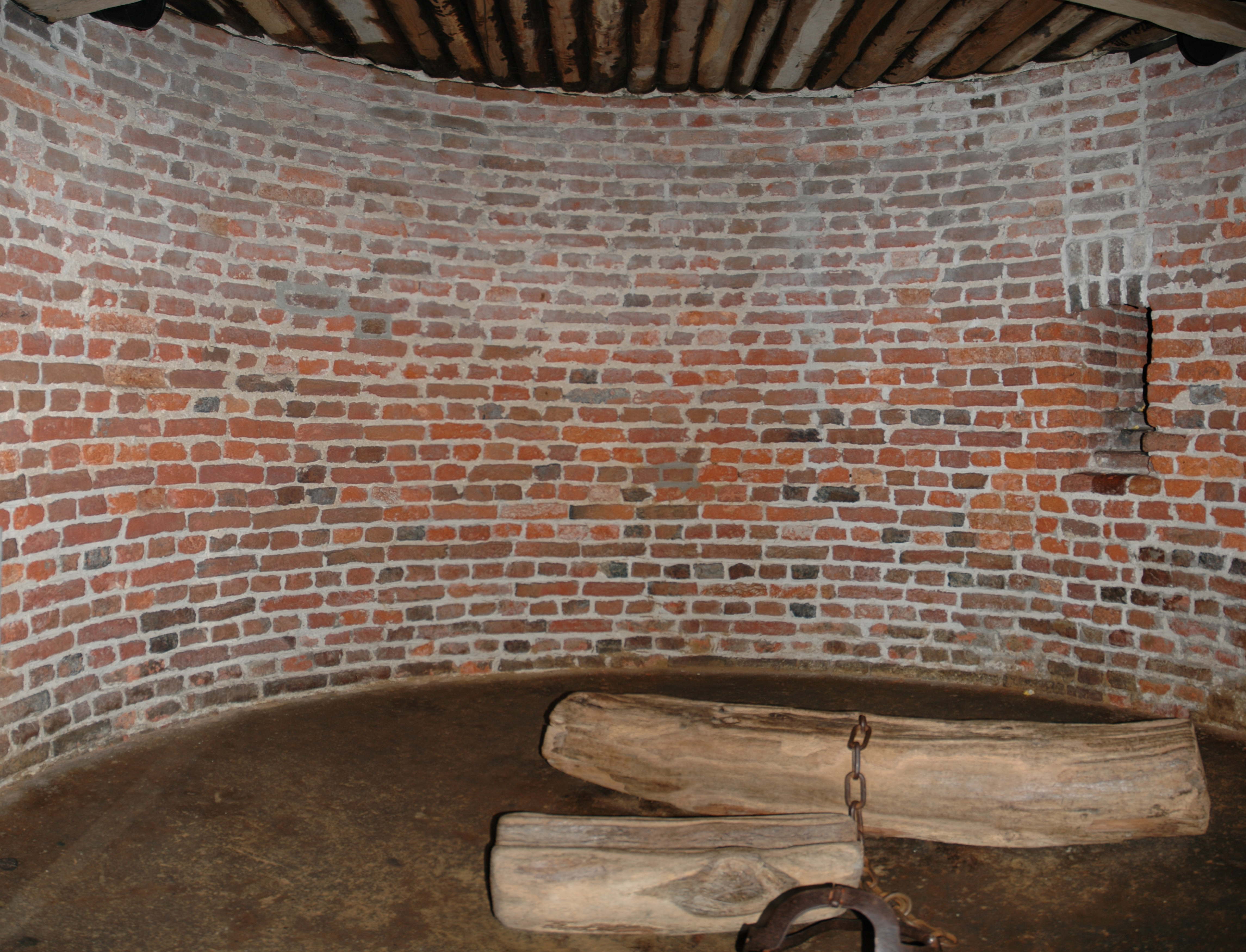
Kellerverlies
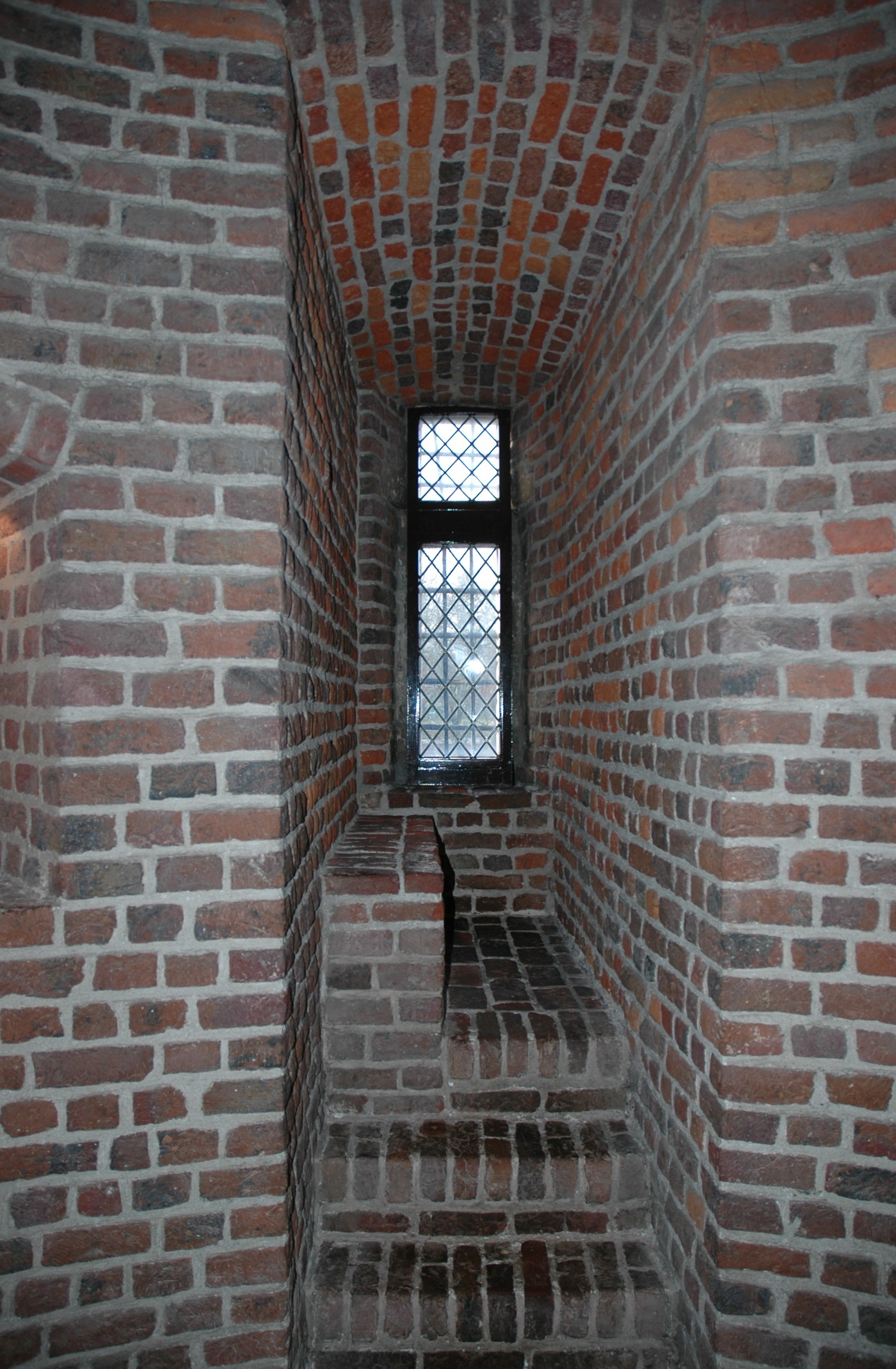
Fensternische mit gemauerter Sitzbank
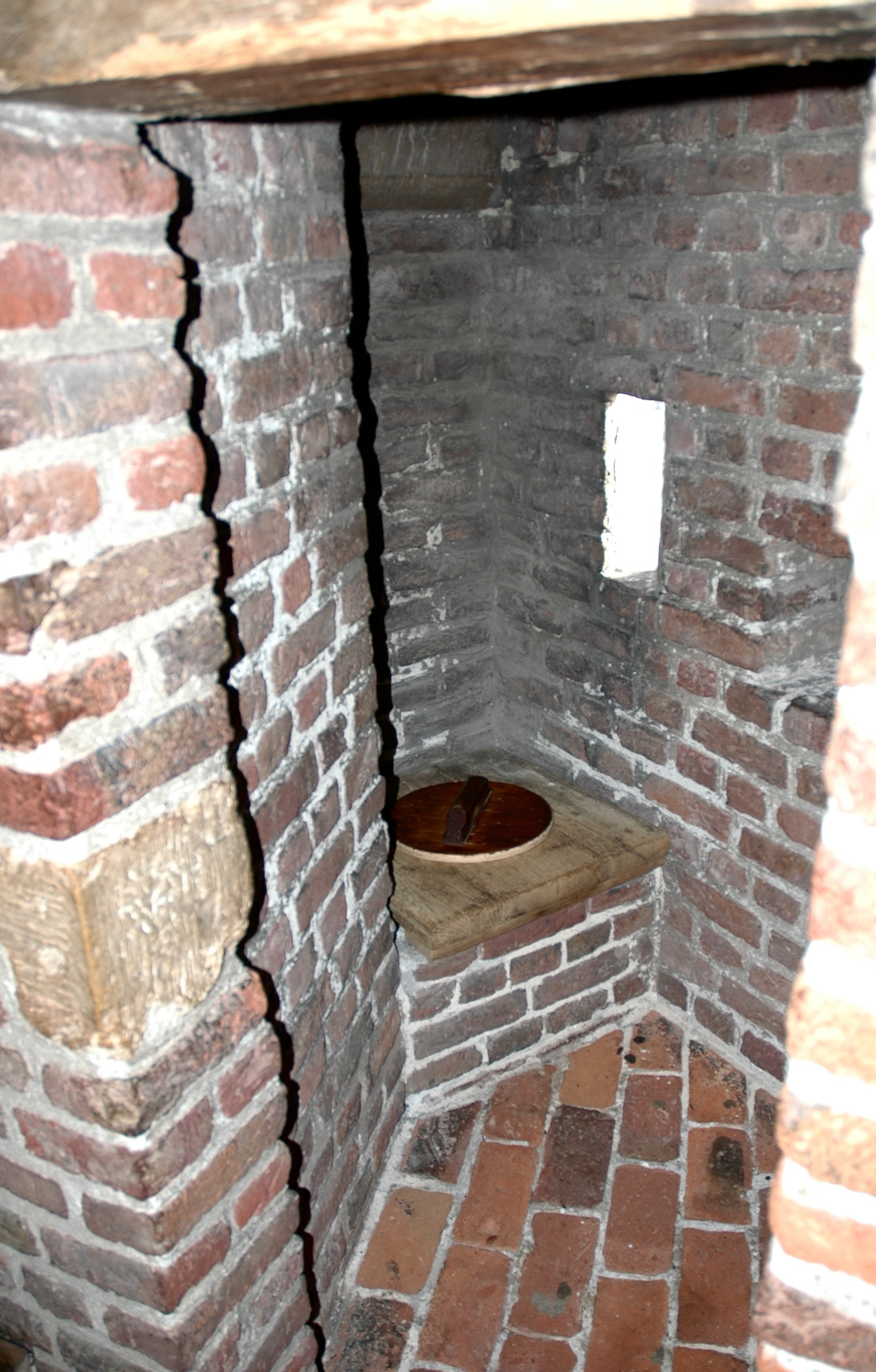
Aborterker

Das Hauptportal des Südostflügels, zu dessen zweiflügeliger Rundbogentür einige Stufen führen, liegt nahe der Südecke des Innenhofs auf der rechten Seite der Hoffassade. Hinter der Tür liegt eine Diele (vorhuys, vorsael), von der aus Türen in die angrenzenden Zimmer führen. Südwestlich der Diele verbindet ein Treppenhaus die anderen Stockwerke des Flügels. Der größte Raum im Erdgeschoss ist der Große Saal (groot salet), der als Esssaal diente. Er liegt in der Ostecke des Flügels und ist etwa 9 × 5,50 Meter groß. In dem Raum gibt es zwei Durchreichen: eine aus der Küche und eine aus der Getränkekammer. Über dem Kamin ist das Allianzwappen des Bauherrn Adriaan von und zu Hoensbroech und seiner Gattin Isabelle von Loë angebracht. Eine Tür führt in den Raum im Erdgeschoss des linken Frontturms (kamer in de cleynen toren). Er hieß früher Mijnheers camer (Zimmer des Herren) und war wahrscheinlich ein Privatraum des Bauherrn Adriaan. Über dem Kamin ist das Wappen der Familie Hoensbroech angebracht. Neben dem Großen Saal, zwischen der Diele und dem linken Frontturm, befindet sich heute ein Aufzug. Früher war dort die Getränkekammer (bottelrye), in der Weinflaschen sowie Essgeschirr und -besteck aufbewahrt wurden. Südwestlich des Großen Saals liegt die Küche (keuken) mit einem offenen Kamin. Eine Öffnung im Boden diente zur Entsorgung der Abfälle in den Schlossteich. In der rechten hinteren Ecke führt eine Türe in die Spülküche (speul), die auch als Lagerraum verwendet wurde. Von der Diele ist auch der Kleine Saal (cleyn salet) am Südwestende des Flügels zugänglich. Dieser Raum diente vermutlich als Arbeitszimmer des Gutsverwalters, der im Dienst des Schlossherrn die Wirtschaft des Schlossguts verwaltete. Auch von diesem Raum aus gab es eine Durchreiche von der Küche. Von dem kleinen Saal führt eine Tür in den Raum im Erdgeschoss des großen Rechteckturms (onder in de groeten toren). Dort starb 1796 Lothar Frans Willem, der letzte Schlossherr von Hoensbroek. In der Mauer zwischen dem Kleinen Saal und dem Turm führt eine Treppe, deren Fuß durch einen Wandschrank verdeckt ist, zu einem geheimen Zimmer, garderobbe achter de groten toren (Garderobe hinter dem Großen Turm) oder het camerke bovens de speul (Zimmerchen über der Spülküche) genannt. Es liegt zwischen der Decke der Spülküche und dem Boden des ersten Stockwerks. Der Zweck dieser Geheimkammer ist nicht überliefert. Nach einem Inventar von 1653 befanden sich darin ein Bett, ein Tisch und ein Schmuckstuhl.

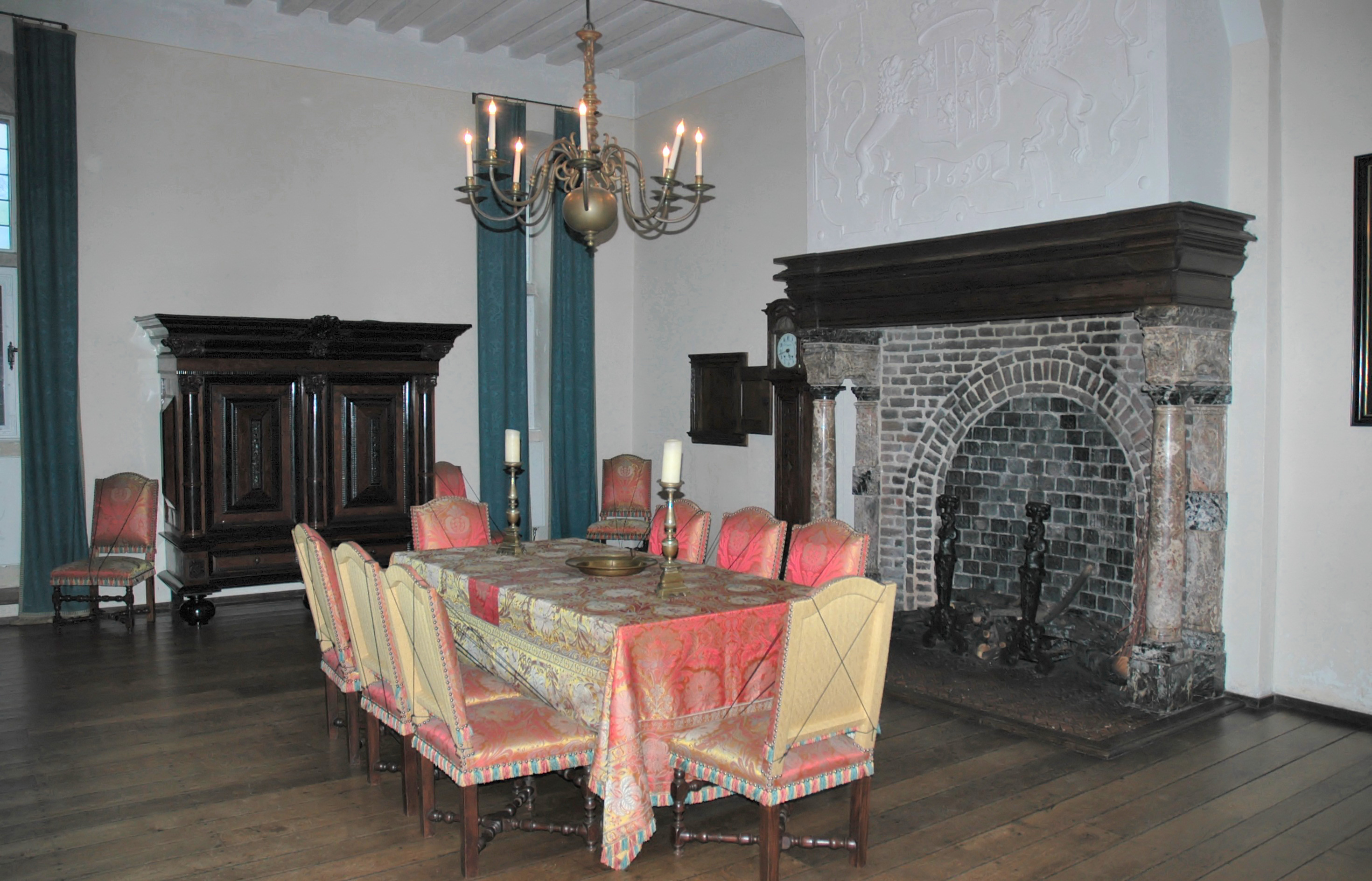
Großer Saal
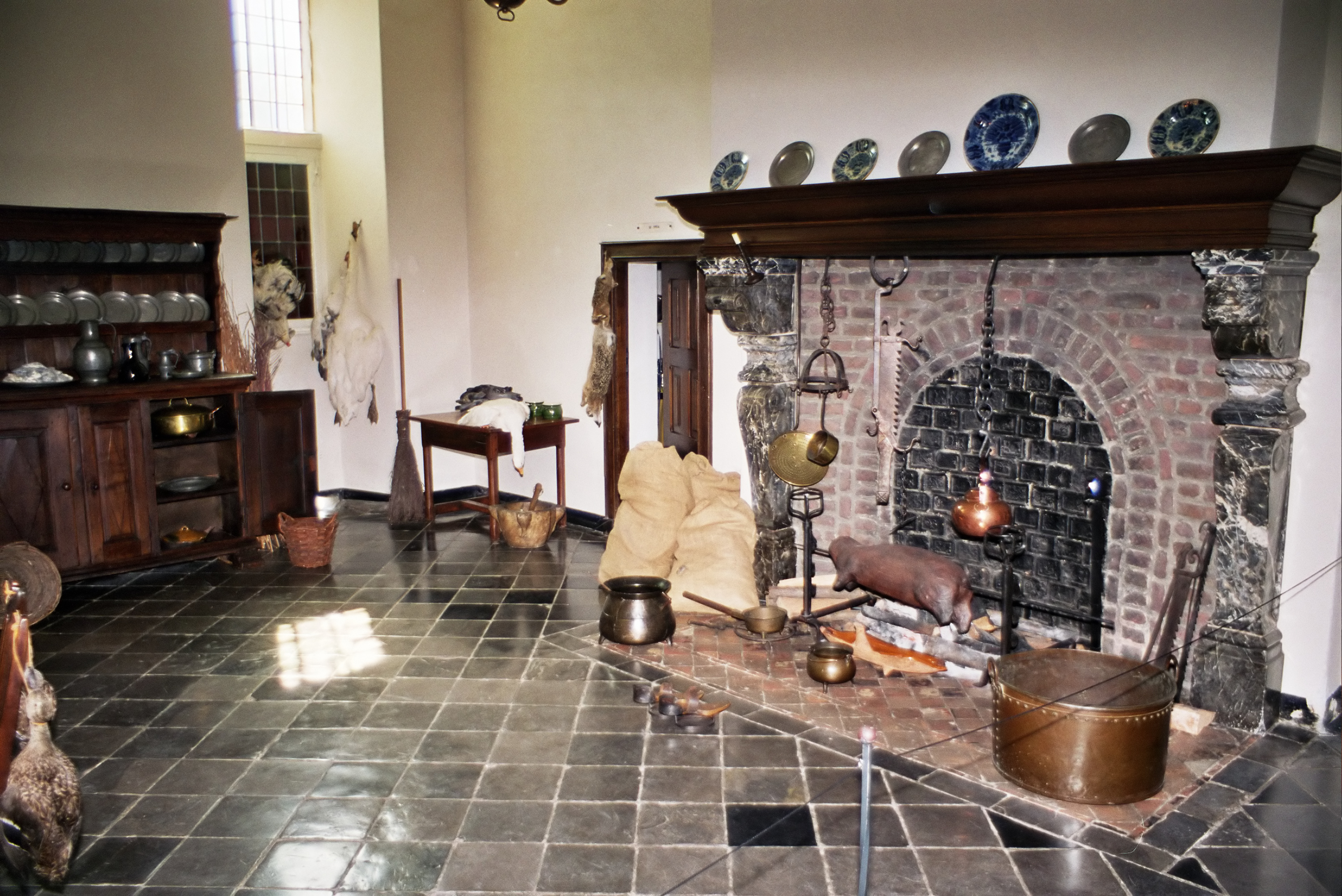
Küche
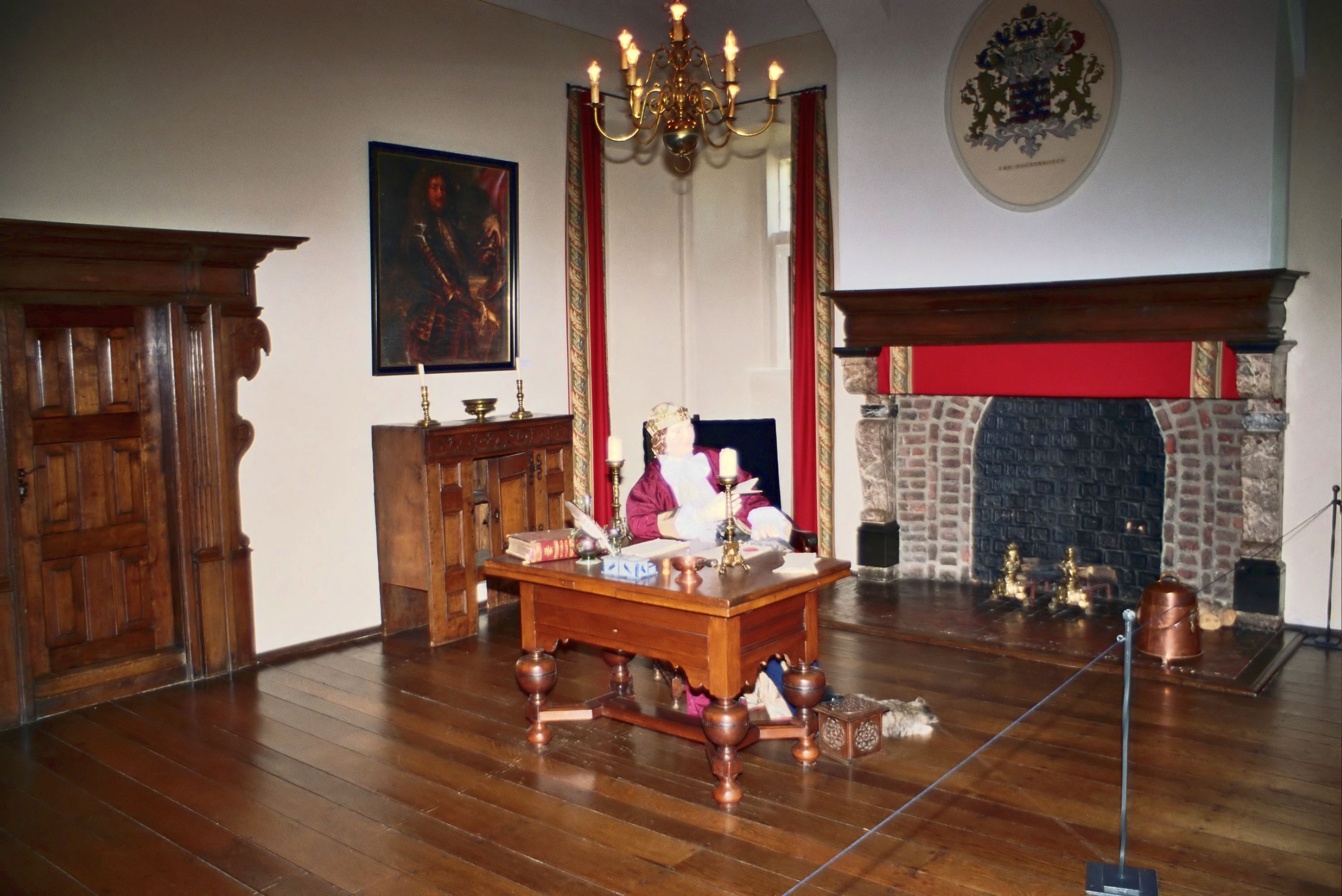
Zimmer im linken Frontturm
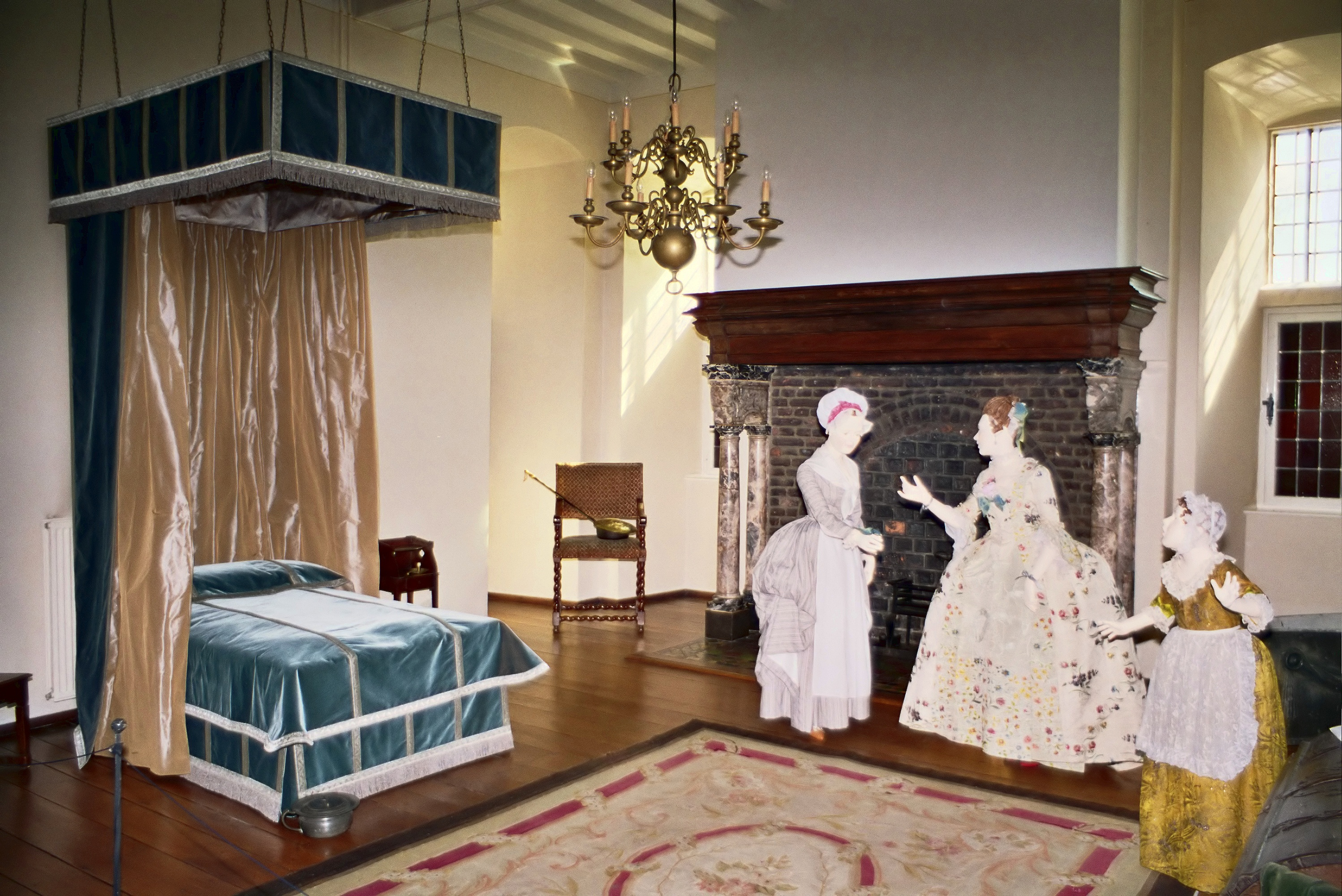
Zimmer im großen Viereckturm

Der Grundriss des ersten Stockwerkes entspricht dem des Erdgeschosses. Die Räume sind daher teilweise einfach nach den darunterliegenden benannt, z. B. über dem Großen oder Kleinen Saal oder der Küche (boven het groot salet/het cleyn salet/de keuken). Das Treppenhaus führt zunächst in eine Diele mit Türen in die angrenzenden Zimmer. Diese dienten im 17. Jahrhundert überwiegend als Schlafzimmer. Der größte Raum liegt über dem Großen Saal (boven het groot salet) und hat dieselben Abmessungen. Eine Tür führt in den Raum im ersten Stockwerk des linken Frontturms (op den cleynen toren). An dem schwarzen Kaminsims sind die Wappen von Adriaans Eltern angebracht, links das seines Vaters Ulrich von Hoensbroech, rechts das seiner Stiefmutter Catharina aus der Familie Spies von Büllesheim zu Schweinheim. Dieses Zimmer ist über zwei nebeneinander liegende Türen mit dem Zimmer des Kammerdieners (camerdynaer) verbunden, das bereits im ersten Stockwerk des Torgebäudes liegt. Von der Diele gelangt man in das Zimmer über der Küche (boven de keuken), das als Jagdzimmer eingerichtet ist. Zwischen den Fenstern hängen Gewehre, an den Wänden Jagdtrophäen. Eine Türe führt in das danebenliegende kleine Zimmer über Spülküche und Geheimkammer (op de garderobbe). Außerdem gelangt man von der Diele in das Zimmer über dem Kleinen Saal (boven het cleyn salet), von dem aus eine Tür in den Raum im ersten Stockwerk des großen Rechteckturms (op den groten toren) führt.

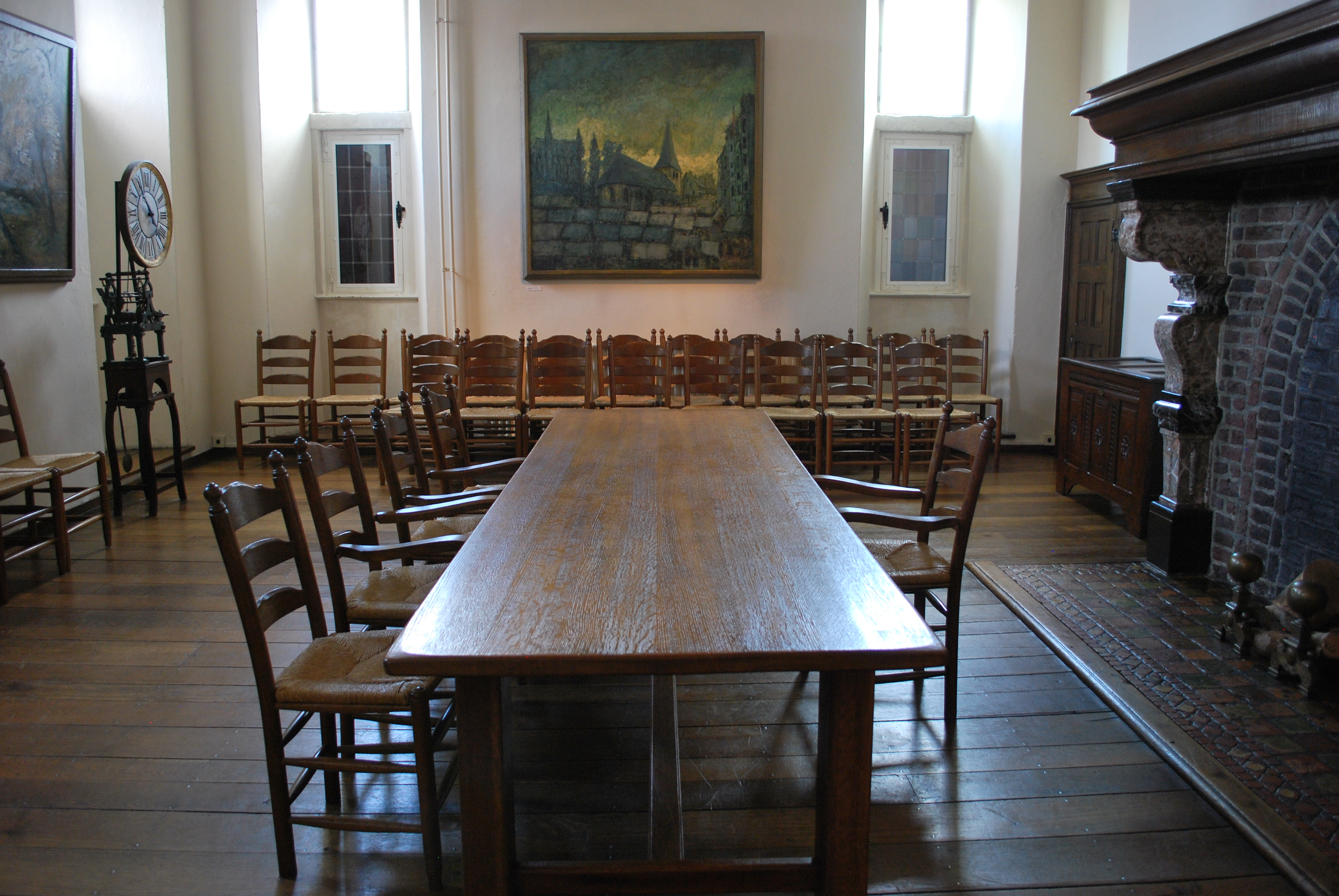
Trauzimmer über dem Großen Saal
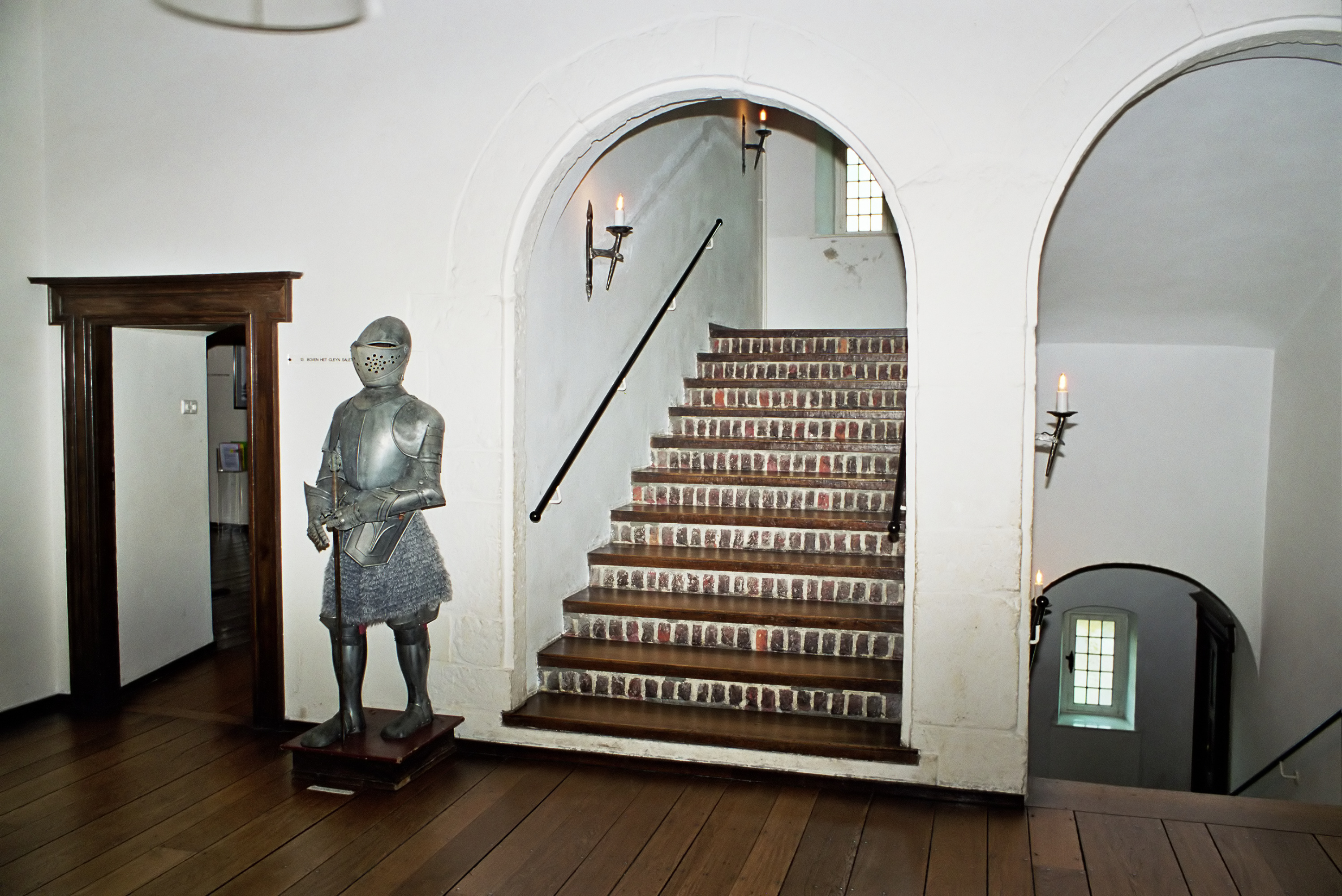
Diele mit Treppenhaus
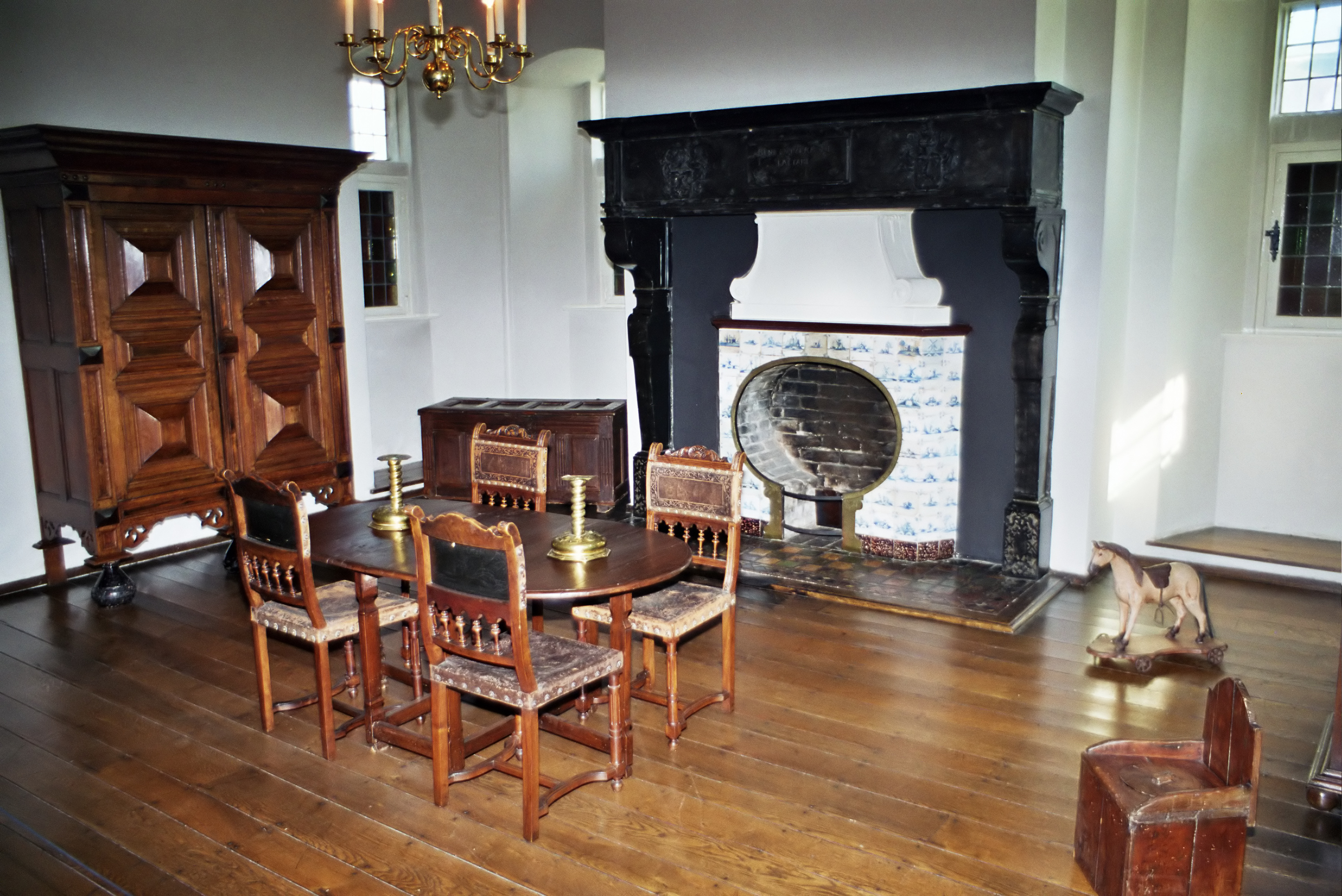
Zimmer im linken Frontturm
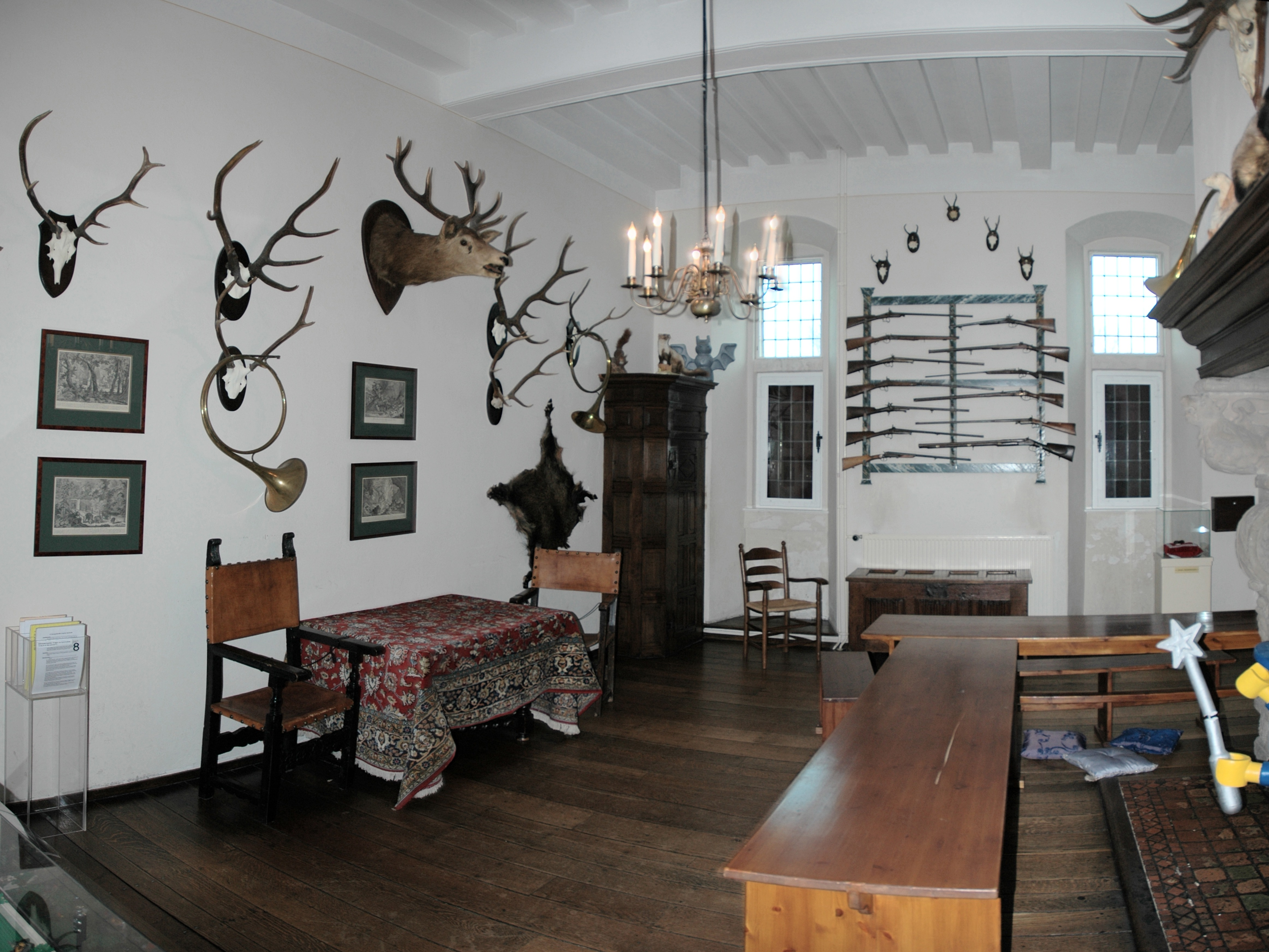
Jagdzimmer über der Küche

Im zweiten Stockwerk befindet sich der Große Dachboden (grote zolder). Der Dachstuhl war ursprünglich ganz ohne Nägel nur durch Verzapfen hergestellt, erst bei einer Restaurierung wurden Nägel verwendet. Im Großen Dachboden befindet sich die Mechanik für eine Uhr und ein Glockenspiel. Von dort sind auch die Räume im zweiten Stockwerk des linken Frontturms und des großen Rechteckturms erreichbar.
Die Räume im Keller sind ähnlich angeordnet wie im Erdgeschoss und ersten Stockwerk. Unter den kleinen Fenstern haben die Wände Schießscharten zur Verteidigung des Schlosses. Die Kellerräume dienten als Lager. Ein Inventar von 1682 erwähnt Milchkannen, Butterfässer, Bierfässer und Fleischfässer. In dem Raum unter der Spülküche ist ein Brunnen, in den durch eine Bodenluke verderbliche Lebensmittel in Eimern hinuntergelassen wurden, um sie mittels der Kühlung durch das Wasser länger haltbar zu machen.
In den Verbindungsbauten zwischen den beiden Flügeln liegen die Räume für die Dienstboten. Die Räume für das höherrangige Personal befinden sich im ersten Stockwerk des Torbaus und haben kleine offene Kamine. Die Räume für das niedere Personal liegen im ersten Stockwerk des Rückgebäudes über dem Arkadengang (op de gellerie) und haben keine Kamine. In den drei Räumen über dem Arkadengang gab es sieben Schlafstellen für das Personal. Über diesen Räumen befindet sich der Kleine Dachboden (cleyne zolder).
Der in den Weiher vorspringende Raum an der Rückseite des Arkadengangs, in dem sich heute die Schlosskapelle befindet, diente ursprünglich anderen Zwecken, die jedoch nicht bekannt sind. Während des Mittelalters befand sich die Kapelle im Nordwestflügel des Vorgängerbaus. Nach dessen Einsturz 1717 wurde die Kapelle um 1720 an ihrem heutigen Ort eingerichtet.

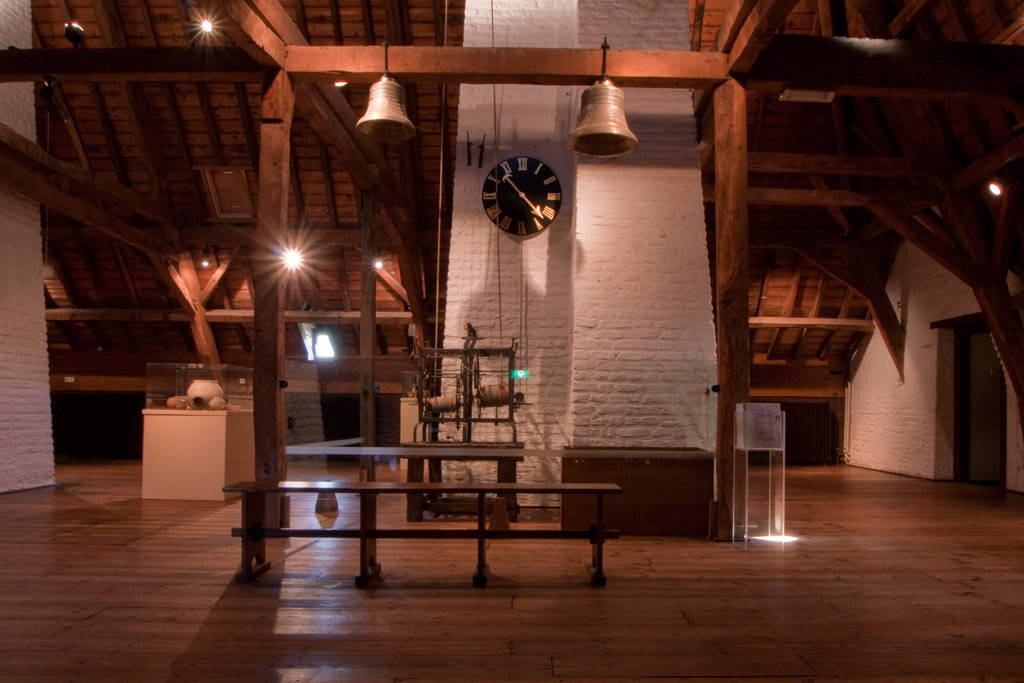
Großer Dachboden
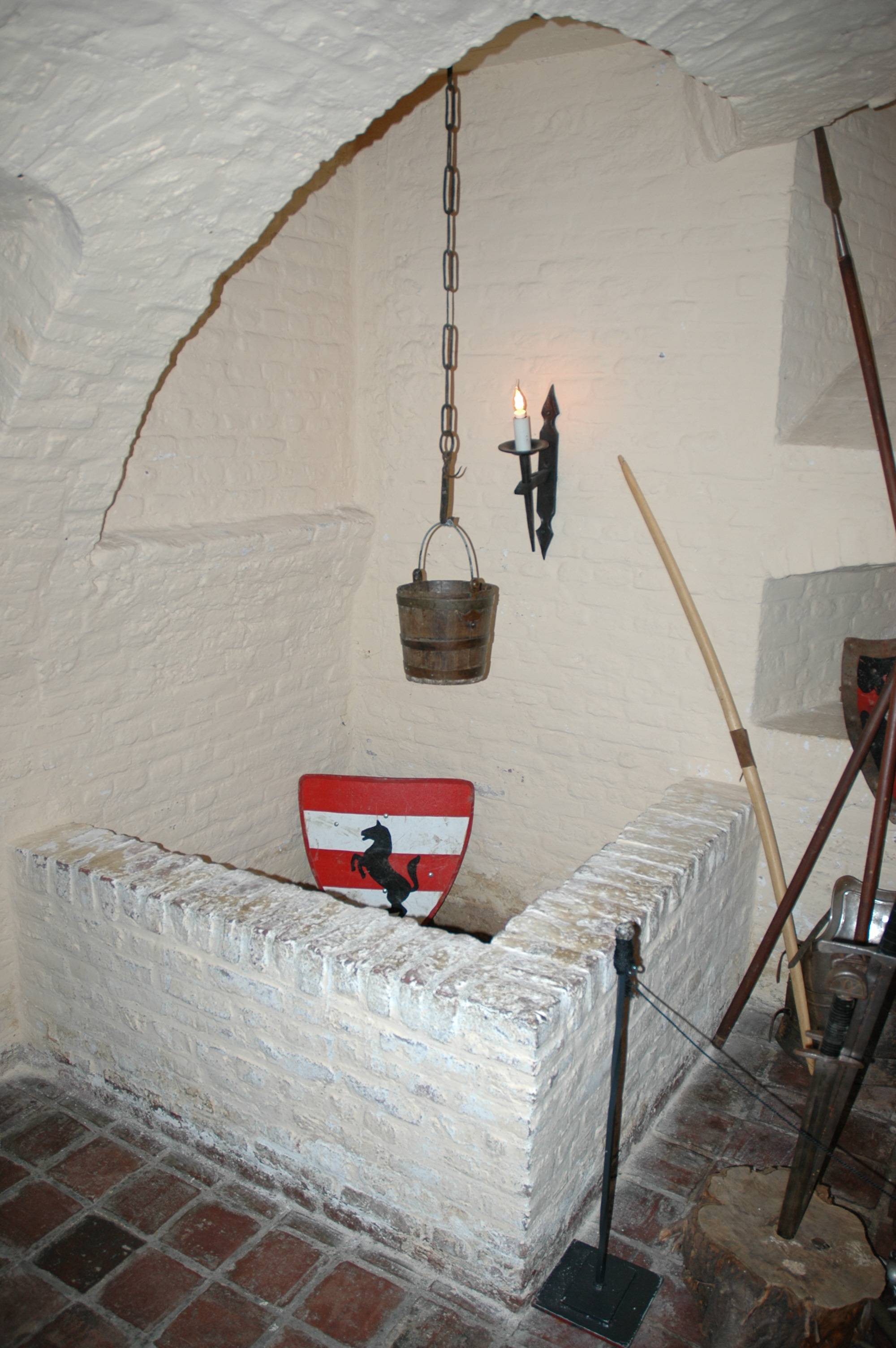
Kühlbrunnen im Keller
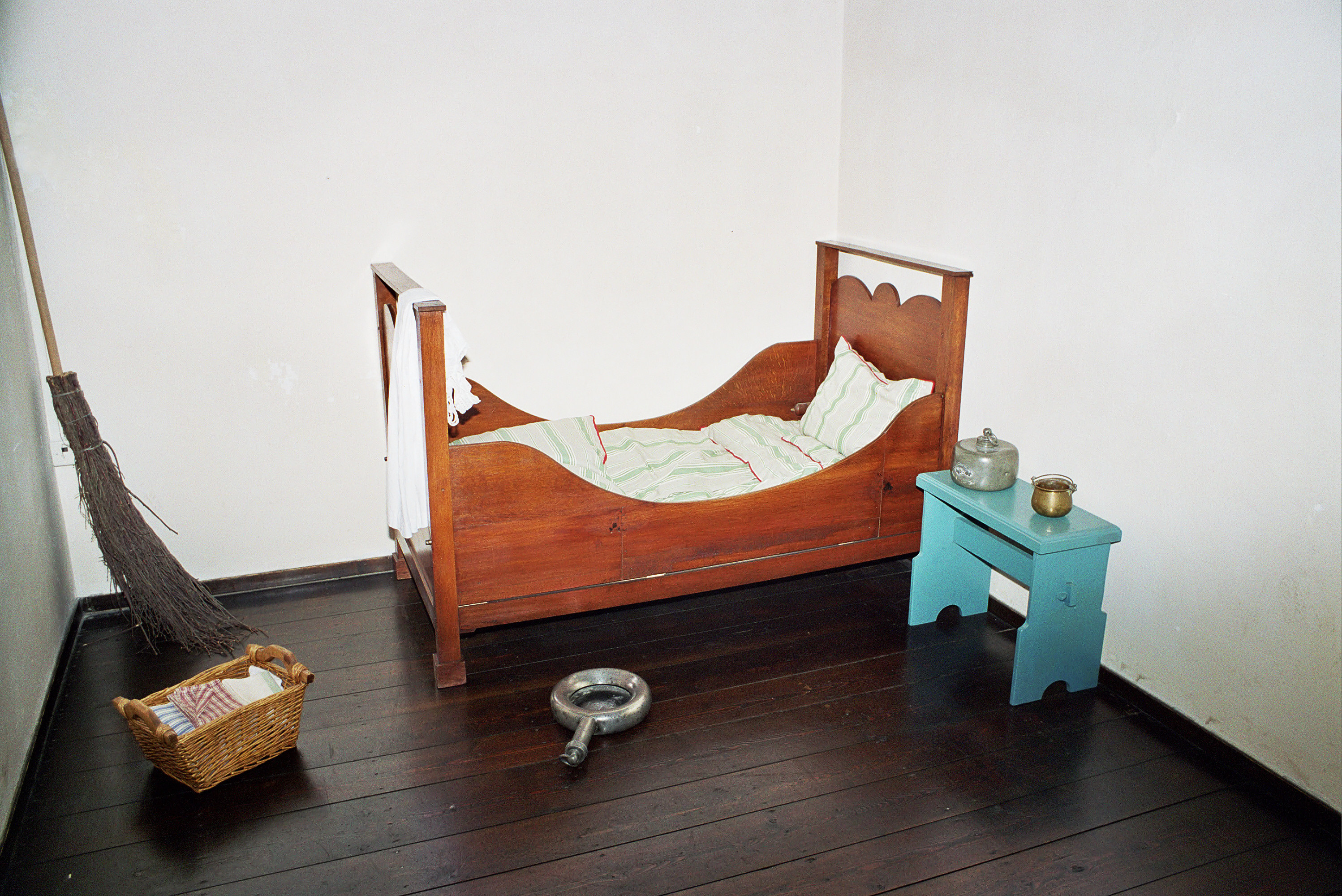
Dienstbotenzimmer
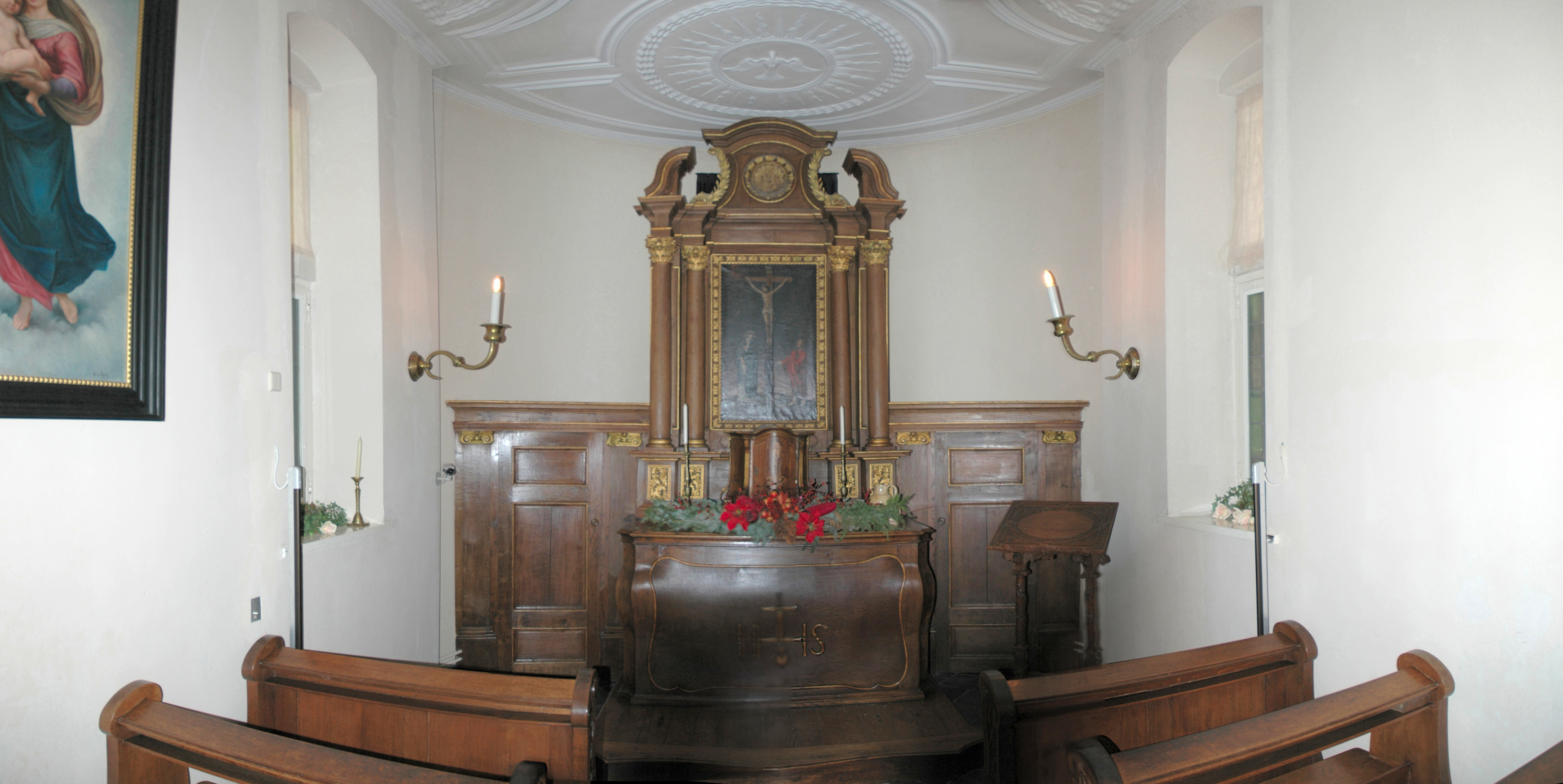
Kapelle

## Geschichte

### Baugeschichte
Bei Restaurierungsarbeiten des Schlosses im 20. Jahrhundert fand man Fundamente aus fünf verschiedenen Epochen, die bezeugen, dass das heutige Schloss in fünf aufeinanderfolgenden Bauphasen entstand, die sich über knapp 500 Jahre erstreckten.

#### Erste Bauphase (um 1250)
Um 1250 entstand ein festes Haus an der Stelle, die heute vom Innenhof und von dem hinteren Verbindungstrakt des Herrenhauses eingenommen wird. Es hatte einen rechteckigen Grundriss von etwa 18,85 × 16 Metern. Die Dicke seiner Fundamente betrug 1 bis 1,5 Meter, die Außenmauern des Gebäudes waren aber vermutlich nicht so dick. Auf den Fundamenten dieses Hauses stehen heute die Mauern, die den Innenhof umgeben. Das überwölbte Kellergeschoss, das bereits oberhalb der Wasseroberfläche lag, hatte keilförmige Schießscharten, durch die das Haus verteidigt werden konnte. An der Ostecke des Hauses stand vermutlich ein Rundturm.

#### Zweite Bauphase (ab 1360)
Nach mehr als 100 Jahren wurde das feste Haus zum ersten Mal erweitert. Während einige Autoren als Erbauer den Ritter Herman Hoen und seine Gattin Cecilia von Borne sowie eine Bauzeit von 1360 bis 1368 angeben, schreiben andere den Erweiterungsbau Hermans Sohn Nicolaas II. und damit dem Anfang des 15. Jahrhunderts zu.
Die Erweiterung umfasste einen rechteckigen Bau und an dessen Westecke einen mächtigen Rundturm. Der Rechteckbau besaß eine Grundfläche von etwa 16 × 10 Metern und schloss direkt an die Nordwestfassade des alten festen Hauses an. Seine Mergelfundamente sind 2 bis 2,35 Meter dick. Am Rundturm in der Westecke sind acht übereinanderliegende Ringe im Mauerwerk zu erkennen, die man auf die acht Baujahre von 1360 bis 1368 bezog. Diese Deutung ist jedoch umstritten. Der Rundturm besaß ursprünglich eine Wehrplattform, einen offenen Wehrgang und Zinnen als oberen Abschluss. Aus einem zugemauerten, aber noch deutlich erkennbaren Durchgang im zweiten Stockwerk des Rundturms ist ersichtlich, dass der mittelalterliche Bau höher war als der heutige Nordwestflügel des Herrenhauses.

#### Dritte Bauphase (15.–16. Jahrhundert)
Vor der Nordostfassade wurde an der Trennstelle zwischen dem alten Bau aus dem 13. Jahrhundert und dem Erweiterungsbau aus dem 14. Jahrhundert ein Turm über quadratischem Grundriss errichtet. Er hatte dieselben Maße wie der heutige rechte Frontturm, es sind jedoch nur noch seine Fundamente erhalten. Dieser Bau kann mangels schriftlicher Dokumente nur ungefähr auf die Mitte des 15. Jahrhunderts bis Ende des 16. Jahrhunderts datiert werden, und damit in eine Zeit, in der das Schloss von zwei geteilten Familienlinien bewohnt war. Aufgrund der ungenauen Datierung ist auch unklar, wer den Turm erbauen ließ.

#### Vierte Bauphase (ab 1640)
Nachdem Adriaan von und zu Hoensbroech 1635 in den Reichsfreiherrenstand erhoben worden war, ließ er den mittelalterlichen Bau nach Plänen von Matthieu Dousin in ein repräsentatives Renaissanceschloss umgestalten. 1640 begann die Errichtung der beiden Vorburgen mit den Wirtschaftsgebäuden. Dort befanden sich unter anderem ein Pferdestall, ein Kuhstall, ein Schweinestall, eine Scheune, in denen die Erträge aus dem Zehnt gelagert wurden, eine Brauerei und eine Remise für Kutschen.
1643 begann der Umbau des Herrenhauses zu einer vierflügeligen Schlossanlage. Ein Großteil der noch bestehenden Bauteile geht auf diesen Umbau zurück. Um Raum für den Innenhof zu schaffen, wurde das ursprüngliche Gebäude aus dem 13. Jahrhundert vollständig abgerissen. Dann wurden der Torbau, der linke Frontturm, der Südostflügel, der Viereckturm an dessen Südecke und der Verbindungstrakt mit dem Bogengang auf der Rückseite des Hofs errichtet. 1656 waren die Ausbauarbeiten abgeschlossen.

#### Fünfte Bauphase (um 1720)
1717 stürzte der mittelalterliche Nordwestflügel ein. Wann genau der Wiederaufbau erfolgte, ist nicht gesichert, vermutlich um 1720. Ebenfalls unklar ist, wer den Wiederaufbau veranlasste. Zu dieser Zeit war Johan Willem Adriaan Schlossherr. Er wohnte aber in Schloss Haag, während sich sein Sohn Frans Arnold Adriaan nach seiner Hochzeit um 1720 in Schloss Hoensbroek niedergelassen hatte. Näherliegend ist somit Frans Arnold Adriaan als Bauherr.
Beim Wiederaufbau wurde der Nordwestflügel auf seine heutigen Abmessungen von 17,50 × 11,50 Meter vergrößert. Die Fassade wurde dem damaligen Stil entsprechend mit großen Fenstern ausgestattet, die viel Licht in das Innere ließen. Stilistisch lässt der Bau einen französischen Einfluss erkennen. Da die Backsteine des rechten Frontturms von derselben Art wie die des Nordwestflügels sind, wird angenommen, dass er zusammen mit den Resten des Flügelbaus abgerissen und auf den alten Fundamenten in denselben Abmessungen neu gebaut wurde.

### Stilepochen

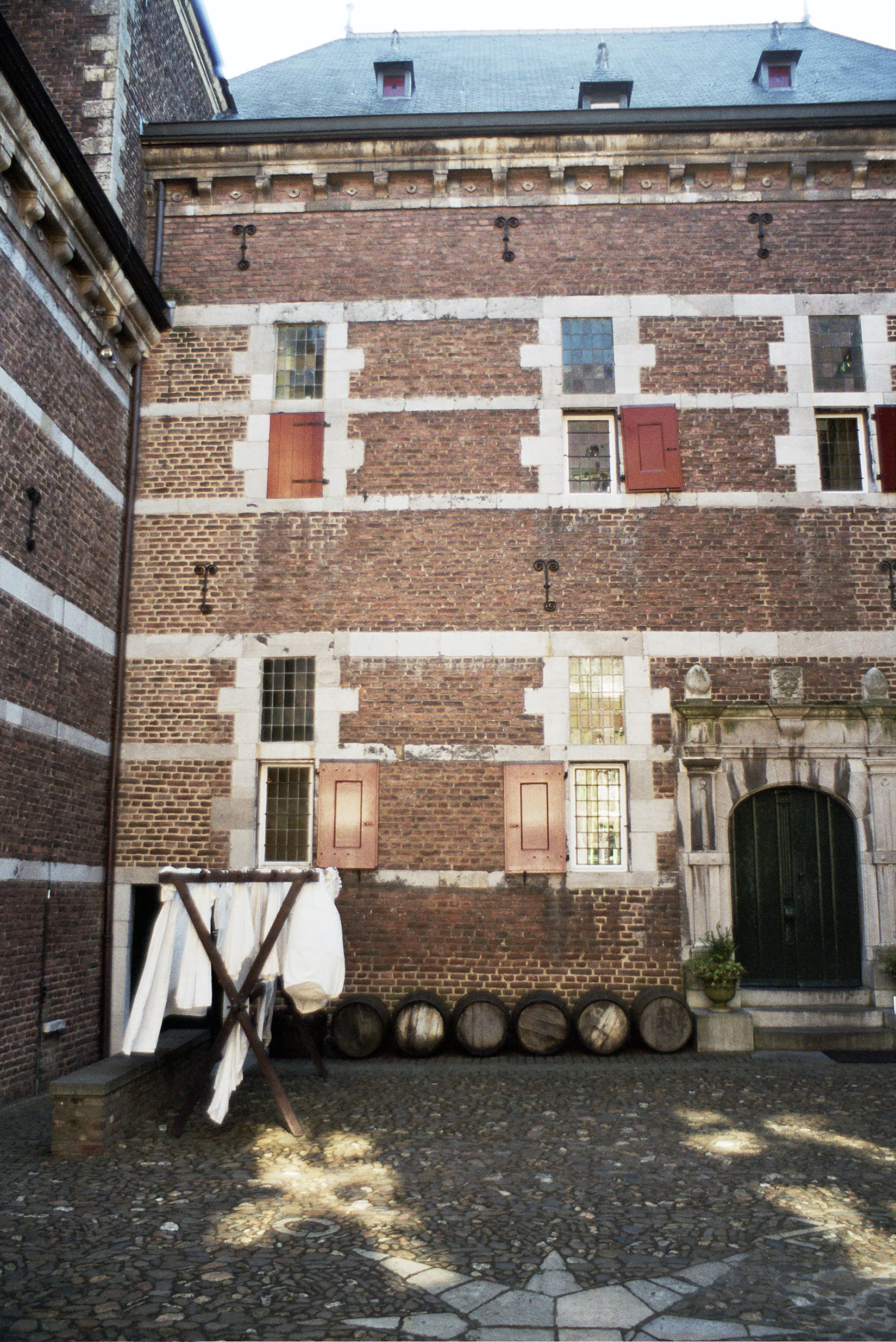
Renaissanceflügel, 17. Jahrhundert
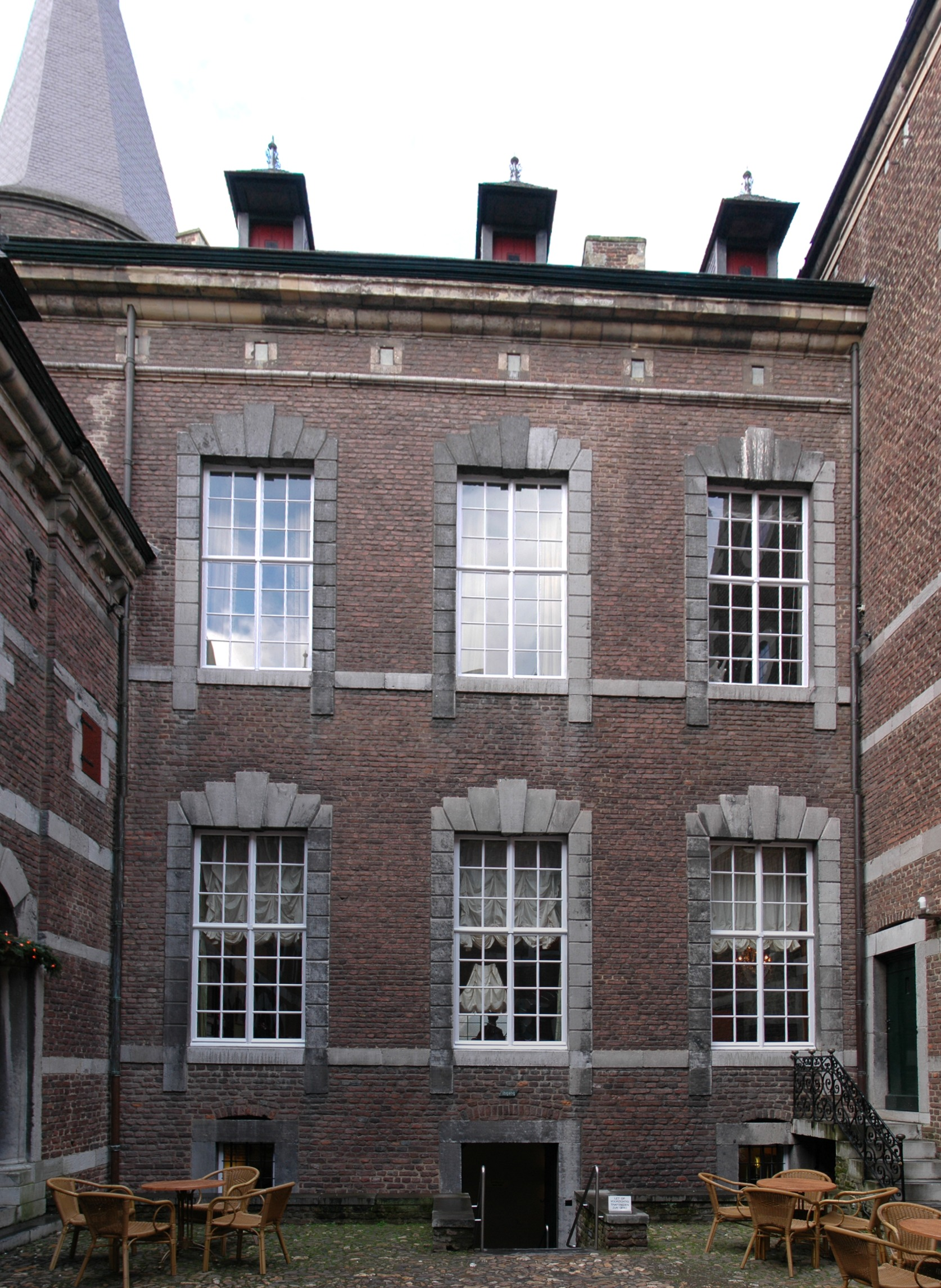
Barockflügel, 18. Jahrhundert

Die noch erhaltenen Gebäudeteile gehören im Wesentlichen drei Stilepochen an:
- Aus dem Mittelalter ist nur noch der Rundturm an der Westecke erhalten. Die anderen mittelalterlichen Gebäudeteile wurden bei späteren Umbauten abgebrochen oder stark verändert.
- Im Stil der Renaissance ist der linke Teil des Schlosses (Torbau, linker Frontturm, Südostflügel, Viereckturm an der Südecke, rückwärtiger Verbindungstrakt mit Kapelle) gebaut.
- Den Barockstil zeigen der Nordwestflügel und der rechte Frontturm.

Der Unterschied zwischen Renaissance- und Barockteilen ist an der Nordostfassade (Zugangsseite) und an der Südwestfassade (Weiherseite) deutlich zu erkennen. Besonders anschaulich wird er bei einem Vergleich der Hoffassaden des aus dem 17. Jahrhundert stammenden Südostflügels im Stil der Renaissance und des barocken Nordwestflügels aus dem 18. Jahrhundert.
Die Hoffassaden des Südostflügels, des Torbaus und des Verbindungstrakts auf der Rückseite sind in wechselnden Lagen mit Backstein und Naturstein, dem Namurer Maaskohlenkalkstein (Blaustein), ausgeführt und damit typisch für die maasländische Renaissance. Die durch den Blaustein gebildeten Horizontalbänder verlaufen auf der Höhe der Fensteroberkanten und -unterkanten sowie in der Fenstermitte. Die hohen Bleiglasfenster sind also durch ein Steinband zweigeteilt, ihr unterer Teil kann durch einen rotbraun gestrichenen Fensterladen verschlossen werden.
Im barocken Nordwestflügel verlaufen die Blausteinbänder nur noch auf Höhe der Fenster-Unterkante, wodurch die Wände flächiger wirken. Der verwendete Backstein ist heller als im Renaissanceteil des Schlosses. Die Sprossenfenster mit Keilsteingiebeln im Stil des französischen Barock sind wesentlich breiter als die alten Fenster.

### Schlossherren

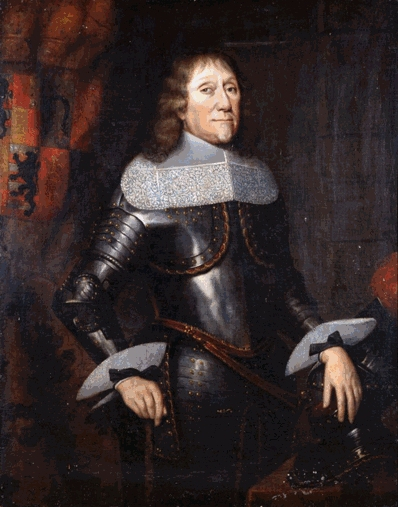
Zeitgenössisches Porträt Adriaans von und zu Hoensbroech

Die Herren von Schloss Hoensbroek waren über mehrere Jahrhunderte die Mitglieder der Familie Hoen, später Hoensbroech genannt. Zu den ursprünglichen Erbauern des Gebrookhauses sind keine Quellen bekannt. Ebenfalls unklar ist, seit wann die Familie Hoen im Besitz des Schlosses war. Ritter Nicolaas Hoen, Schultheiß von Maastricht und Erster in der gesicherten Stammlinie der Familie Hoen, besaß jedenfalls schon ab 1370 eine Mühle in der Nähe des Schlosses, die Drakenmolen (Drachenmühle). Nicolaas’ Sohn Herman erhielt 1388 von der Herzogin Johanna von Brabant und Limburg für seine Dienste in den Kämpfen gegen die Herzöge von Jülich und Geldern den Ort Gebrook als Geschenk, der dafür aus dem Heerlener Land herausgelöst wurde. Unklar ist, ob die Familie Hoen das Haus schon besessen hatte, bevor sie den Ort geschenkt bekam, oder ob sie es zusammen mit dem Ort erhielt. Unklar ist auch, ob der erste Erweiterungsbau des damals bestehenden festen Hauses auf Herman oder auf seinen Sohn Nicolaas II. zurückgeht.
Die Söhne von Nicolaas II., Herman II. und Johan, teilten die Herrschaft und das Schloss unter sich auf. Die eine Linie bewohnte den alten Teil aus dem 13. Jahrhundert, die andere den neuen Teil. Die Linien wurden als de Hoens op den Zaal oder de Hoens van de Zaal (die Hoens auf/von dem Saal) und de Hoens op de Keuken oder de Hoens van de Keuken (die Hoens auf/von der Küche) bezeichnet. Ulrich aus der Linie op den Zaal kaufte 1612 von Reinier aus der Linie op de Keuken dessen Schlosshälfte. Seither wurde das Schloss nur noch von der Linie op den Zaal bewohnt, die deshalb als die eigentlichen Schlossherren von Hoensbroek gelten. Ihre Stammlinie ist lückenlos überliefert, während die der Linie op de Keuken unvollständig ist. In der folgenden Tabelle sind daher – mit Ausnahme des Linienbegründers Johan Hoen op de Keuken – nur die Schlossherren der Linie op den Zaal aufgeführt.
Zum titulierten Adel stieg die Familie unter Ulrichs Sohn Adriaan von und zu Hoensbroech auf, der 1635 in den Reichsfreiherrenstand erhoben wurde. Bereits 1618 hatte er von einem Onkel das Schloss Haag in Geldern geerbt, das im 18. Jahrhundert Schloss Hoensbroek als Stammsitz der Familie ablöste. Auch hatte er das mit dem Schlossbesitz verbundene Erbamt des Marschalls des Herzogtums Geldern übernommen. Unter ihm wurde Schloss Hoensbroek erweitert und umgebaut, wie es im Wesentlichen heute noch besteht. Adriaans Sohn Arnold Adriaan wurde 1675 als spanischer Gesandter spanisch-niederländischer Marquis.
Im 18. Jahrhundert bewohnten die Schlossherren das Schloss nur noch gelegentlich. So lebte bereits Arnold Adriaans Sohn Johan Willem Adriaan, dem 1733 der Reichsgrafenstand mit unbeschränkter Vererbung verliehen wurde, nur noch in Schloss Haag, während sein Sohn Frans Arnold Adriaan in Schloss Hoensbroek wohnte. In der Zeit dieser beiden Schlossherren fand der Neubau des Nordwestflügels und des rechten Frontturms statt. Frans Arnold Adriaans Sohn Lothar Frans Willem war der letzte Schlossherr von Hoensbroek. Er starb dort 1796.
| Name                 | geboren | Schlossherr ab | gestorben | Anmerkungen |
| -------------------- | ------- | -------------- | --------- | --- |
| Nicolaas I.          |         | ?              | 1371      | besaß ab 1370 zumindest eine Mühle in Hoensbroek |
| Herman I.            |         | 1371/1388 (?)  | 1404      | Sohn Nicolaas’ I., erster Herr von Hoensbroek, vermutlich geht auf ihn der erste Erweiterungsbau des Schlosses zurück, vielleicht auch erst auf seinen Sohn Nicolaas                |
| Nicolaas II.         |         | 1404           | 1428      | Sohn Hermans I. |
| Herman II.           |         | 1429           | 1454      | Sohn Nicolaas’ II., starb kinderlos |
| Nicolaas III.        |         | 1454           | 1474      | Sohn Nicolaas’ II., erbte nach dem Tod seines Bruders Herman II. dessen Anteil und begründete die Linie der „Hoens van de Zaal“, die als eigentliche Schlossherren angesehen werden |
| Johan                |         | 1434           | 1447      | Sohn Nicolaas’ II., Begründer der Nebenlinie der „Hoens van de Keuken“, die bis 1615 einen Teil des Schlosses bewohnten                                                             |
| Nicolaas IV.         |         | 1474           | 1516      | Sohn Nicolaas’ III. |
| Herman III.          |         | 1516           | 1543      | Sohn Nicolaas’ IV. |
| Wolter               |         | 1543           | ~1570     | Sohn Hermans III., starb kinderlos |
| Godart               |         | ~1563          | 1584      | Sohn Hermans III., übernahm wegen des schlechten Gesundheitszustands seines Bruders schon zu Lebzeiten dessen Besitz                                                                |
| Ulrich               |         | 1584           | 1631      | Sohn Godarts, vereinte das Schloss wieder in einer Hand |
| Adriaan              | 1589    | 1631           | 1675      | Sohn Ulrichs, unter ihm fanden der Ausbau des Herrenhauses zu einer vierflügeligen Anlage und der Bau der beiden Vorburgen statt                                                    |
| Arnold Adriaan       | 1631    | 1675           | 1694      | Sohn Adriaans |
| Johan Willem Adriaan | 1666    | 1694           | 1735      | Sohn Arnold Adriaans, unter ihm bzw. unter seinem Sohn Frans Arnold Adriaan fand der Neubau des Nordwestflügels und des rechten Frontturms statt                                    |
| Frans Arnold Adriaan |         | 1735           | 1759      | Sohn Johan Willem Adriaans |
| Lothar Frans Willem  | 1722    | 1759           | 1796      | Sohn Frans Arnold Adriaans, letzter Schlossherr, nach seinem Tod lebte kein von Hoensbroech mehr im Schloss                                                                         |

### Nutzungsgeschichte

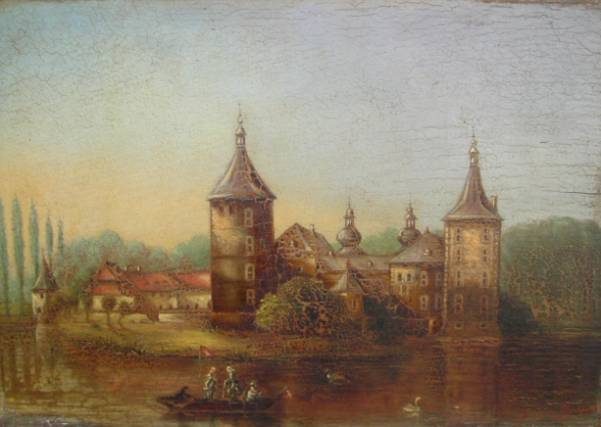
Schloss Hoensbroek, Gemälde von Willem Hendrik Teding van Berkhout, 1880er

Über mehrere Jahrhunderte hinweg war das Schloss Sitz der Familie Hoen (später Hoensbroech genannt). Im 18. Jahrhundert, als die Familie Hoensbroech nicht mehr ständig im Schloss wohnte, wurden die Wirtschaftsgebäude der ersten Vorburg verpachtet. Nach dem Tod von Lothar Frans 1796 stand das Herrenhaus überwiegend leer, nur der Gutsverwalter bewohnte zeitweise noch einige Zimmer.
Im Laufe des folgenden Jahrhunderts verfiel das Schloss immer mehr. Bis 1843 wurden noch Instandhaltungsarbeiten ausgeführt, danach sind im Archiv des Gutsverwalters keine Rechnungen über solche Arbeiten mehr zu finden. Der ehemalige Bürgermeister Hoensbroeks berichtete 1860, dass das Schloss sehr beschädigt sei. 1899 stürzte die Rückfront des südlichen Eckturms ein. 1925 wurde der Innenhof durch ein Feuer schwer beschädigt. Im Inneren des Schlosses waren die Böden teilweise eingebrochen.
Anfang des 20. Jahrhunderts versuchte der damalige Schlossbesitzer Graf Frans Lothar, das Schloss öffentlich zu versteigern, womit der Wunsch zu seiner Instandsetzung verbunden war. Er fand aber keinen Käufer. Schließlich gründete der Hoensbroeker Pastor Röselaers den Verein Ave Rex Christe, der das Schloss für 65.000 Gulden kaufte mit dem Ziel, für seine Erhaltung zu sorgen. Der Verein ließ das Schloss und die Wirtschaftsgebäude von 1930 bis 1943 unter Leitung des staatlichen Denkmalschutzamtes weitgehend restaurieren.
Von 1943 bis 1946 waren im Schloss unter der Leitung der Kongregation der Schwestern vom armen Kinde Jesus Pfleglinge aus einem Heim im nordholländischen Velsen untergebracht, ehe die Nebengebäude 1946 als Internierungslager verwendet wurden.
Ab 1947 war der gesamte Komplex für die kommenden 20 Jahre an die Staatsmijnen in Limburg (staatliche Bergwerke in Limburg) vermietet, die bei Hoensbroek das Steinkohlebergwerk Staatsmijn Emma betrieben.
Von 1951 bis 1973 wohnte der Schriftsteller Bertus Aafjes im Schloss. Ab 1967 mietete die Gemeinde Hoensbroek das Schloss. Nach deren Eingemeindung nach Heerlen im Jahr 1982 wurde die Stadt Heerlen neuer Mieter. 1985 wurde der Verein Ave Rex Christe in eine Stiftung umgewandelt, die weiterhin Eigentümer des Schlosses ist.

## Heutige Nutzung

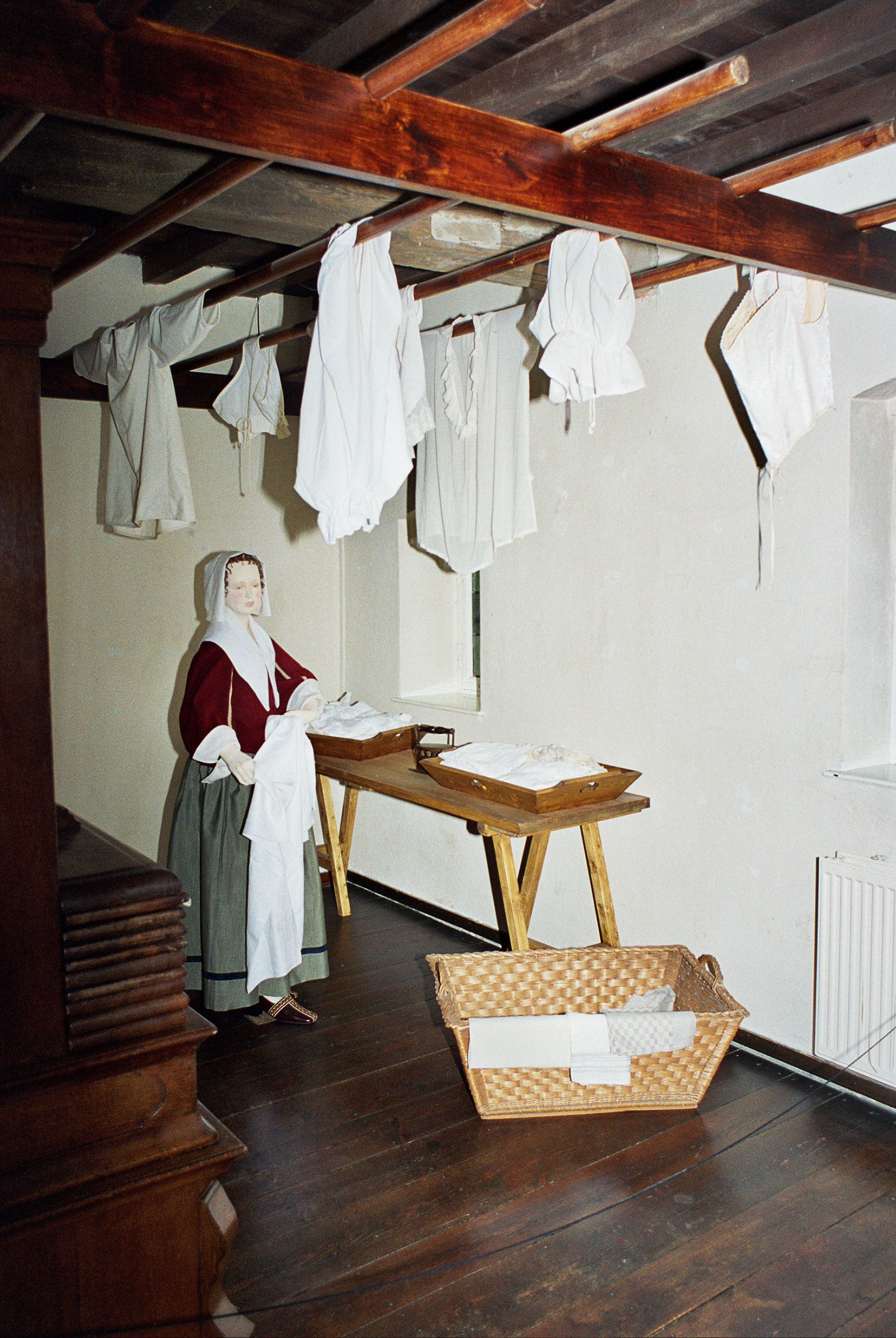
Wäscherin bei der Arbeit, figürlich nachgestellte Szene in einem Bedienstetenzimmer über der Galerie

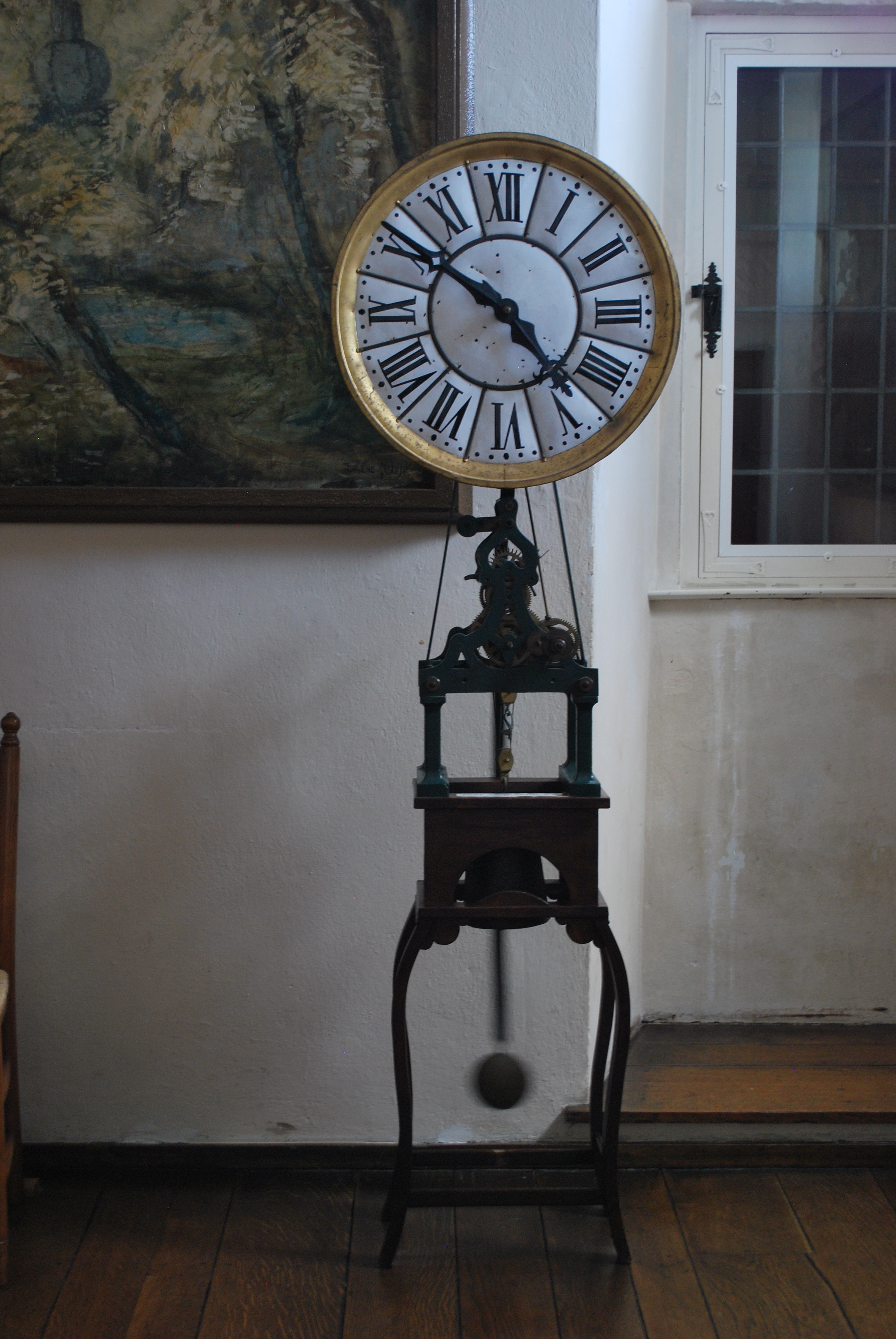
Uhr im Trauzimmer

Nachdem die Stadt Heerlen das Schloss angemietet hatte, fand von 1986 bis 1989 eine weitere Restaurierung statt. Seitdem ist das Schloss als städtisches Museum für die Öffentlichkeit zugänglich. Es kann mit oder ohne Führung besichtigt werden. Zweimal im Jahr, beim Museumweekend im April und beim Open Monumentendag im September, ist der Eintritt frei.
Der Rundgang führt durch mehr als 40 historisch eingerichtete Räume. In einigen Zimmern sind mit lebensgroßen Figuren Szenen aus dem Schlossleben dargestellt. Für Gruppen werden Workshops wie z. B. Fechten, Bogenschießen und Falknerei angeboten. Für Kinder gibt es besondere Veranstaltungen und Kinderfeste wie z. B. eine Schnitzeljagd in Verkleidung durch das Schloss oder eine Suche nach dem Schlossdrachen.
Die Säle des Schlosses können für Veranstaltungen gemietet werden. Schloss Hoensbroek ist einer der vier offiziellen Standorte für Trauungen in der Gemeinde Heerlen. Die Eheschließungen finden im Raum boven het groot salet im ersten Stockwerk des Südostflügels statt. Das Grüne Zimmer im ersten Stockwerk des Nordwestflügels wird für Musikveranstaltungen genutzt.
Am Himmelfahrts- und Pfingstwochenende ist das Schloss alljährlich Veranstaltungsort für ein Ritterturnier, das mit einem Mittelaltermarkt verbunden ist. Von Juli bis Oktober 2010 fand auf dem Schlossgelände das größte Sandskulpturen-Festival der Niederlande statt. Unter dem Motto Ritter und Burgen schufen 30 Künstler aus mehreren Ländern auf einer Fläche von 2500 m² Sandskulpturen von Schlössern und historischen höfischen Szenen.